# Těšínsko
Těšínsko, také Těšínské Slezsko (polsky Śląsk Cieszyński, německy Teschener Schlesien, Teschener Land) je termín označující území bývalého Těšínského knížectví včetně všech jeho bývalých území, z nichž se stala samostatná stavovská panství, a s územím bývalého stavovského panství Bohumín. Do konce první světové války se jednalo o souvislý zeměpisný a kulturní celek, který v Rakousko-uherské monarchii představoval východní část korunní země Rakouské Slezsko a následně byl po několikaletém územním sporu v roce 1920 rozdělen mezi Československo (západní část) a Polsko (východní část). Historicky a zeměpisně patří k Hornímu Slezsku, nicméně autochtonní obyvatelé si vytvořili svébytnou regionální identitu a nepovažují se zpravidla za Hornoslezany.
Oblast má rozlohu 2 283 km² (srovnatelnou s Lucemburskem), z toho 1 274 km² (55,8 %) patří České republice a 1 009 km² (44,2 %) Polsku. Obývá ji přes 800 tisíc obyvatel, z čehož zhruba 450 tisíc připadá na českou stranu a 350 tisíc na polskou. Historickou metropolí je Těšín, nyní rozdělený státní hranicí. Na Těšínsku leží část Ostravy a Frýdku-Místku na pravém břehu Ostravice, jakož i levobřežní část Bílska-Bělé. Mezi další významná města patří Karviná, Havířov, Bohumín, Třinec, Skočov, Visla, Ustroň a Čechovice-Dědice.

## Území

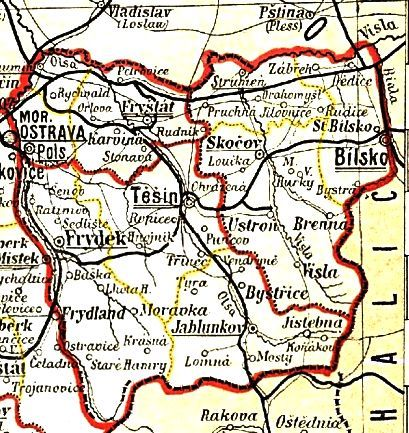
Správní rozdělení Těšínska v roce 1897

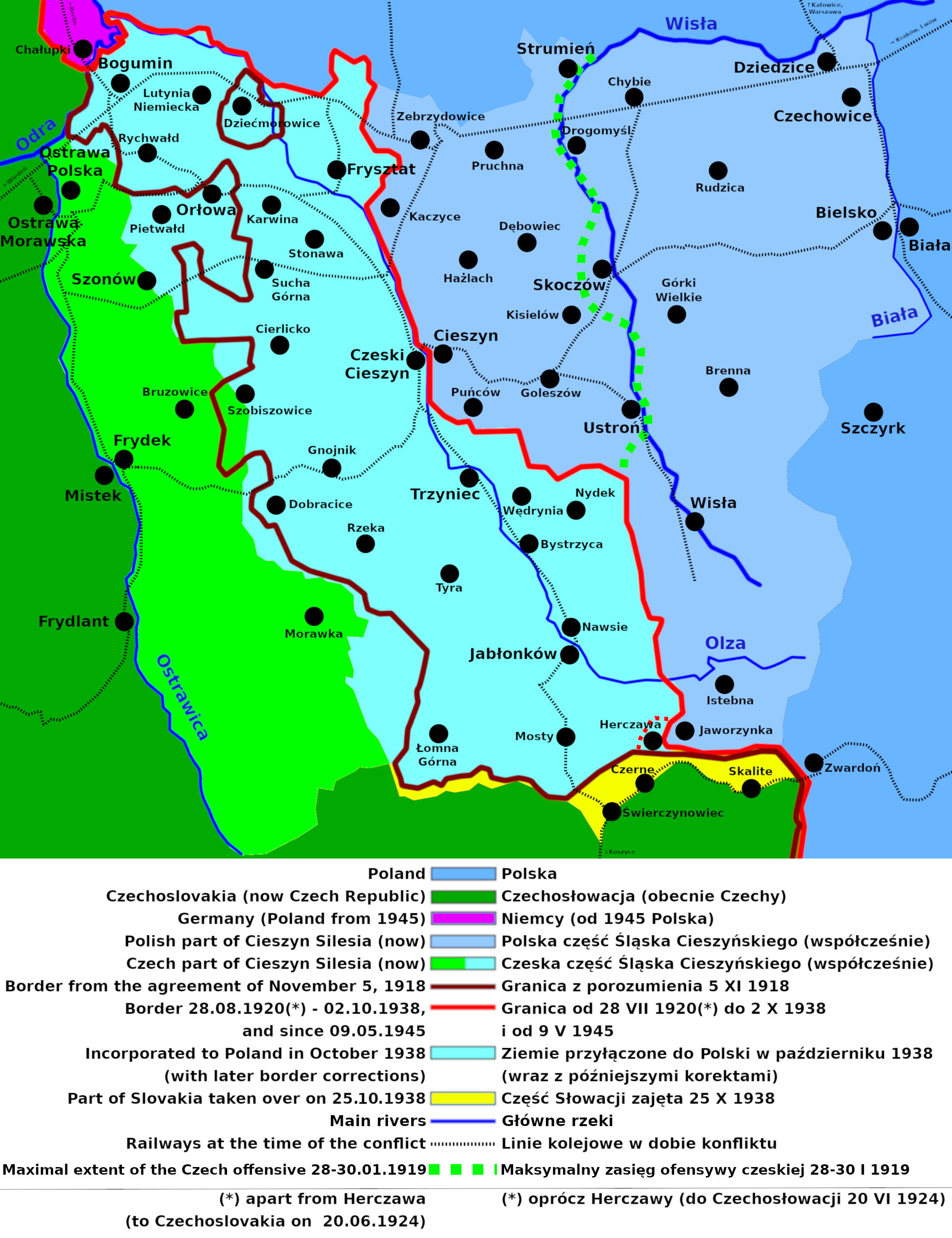
Polská mapka Těšínska, ukazující vývoj kontroly Těšínska po skončení první světové války

Hranice Těšínska určil v hrubých rysech již tvar piastovské kastelánie, v konečné podobě (s Bohumínem) však vykrystalizovaly až po první slezské válce (1742), kdy jej státní hranice jednoznačně oddělila od Pruského Slezska a tzv. moravský klín kolem Moravské Ostravy od západní části Rakouského Slezska.
Oblast se rozkládá na obou březích Olše (Olzy), pravého přítoku Odry, v Západních Beskydech, na Podbeskydské pahorkatině a v Ostravské a Osvětimské pánvi, severovýchodně od Moravské brány, sníženiny s průměrnou výškou 310 m n. m. mezi Karpaty a Krkonošsko-jesenickou subprovincií. Historicky se jednalo o křižovatku obchodních cest z Prahy a Vídně přes Moravskou bránu do Krakova, jakož i z Vratislavi přes Jablunkovský průsmyk do Uher.
Západní hranice regionu se táhne po celé délce řeky Ostravice, od pramenů Černé Ostravice na jihu po ústí do Odry na severu. Následně kopíruje průběh česko-polské státní hranice – vede tokem Odry až k ústí Olše. Severní hranice s výjimkou úseku mezi Petrovicemi u Karviné a Strumení (v raném středověku bažiny) probíhá podél Olše a Visly, nejdelší polské řeky pramenící ve stejnojmenném městě. Východní hranici určuje řeka Bělá spolu s Pásmem Beraní hory ve Slezských Beskydech. Na jihu jsou hranice Těšínska shodné s polsko-slovenskou a česko-slovenskou státní hranicí.
Těšínsko leží severně od jednoho z hlavních evropských rozvodí v úmoří Baltského moře s výjimkou nejjižnějšího cípu (obce Hrčava a Javořinka), kudy protéká Čadečka a její přítok Krężelka, jež patří k povodí Dunaje a tudíž úmoří Černého moře. Nejvyšším vrcholem je Lysá hora (1325 m n. m.) v Moravskoslezských Beskydech, v polské části pak Beraní hora (1220 m n. m.).
Administrativně Těšínsko zahrnuje celý okres Těšín, západní část okresu Bílsko-Bělá a levobřežní část městského okresu Bílsko-Bělá ve Slezském vojvodství v Polsku, a také celý okres Karviná a východní části okresu Frýdek-Místek a Ostrava-město v Moravskoslezském kraji v České republice.

## Dějiny

### Pravěk
V letech 2004 a 2005 byly ve Velkých Kunčicích nalezeny přibližně 800 tisíc let staré stopy druhu Homo erectus, vůbec nejranější na území dnešního Polska.
První intenzivní osídlení druhu Homo sapiens souvisí s kulturou Gravettien. Nejstarší zemědělci pocházeli z lengyelské kultury a usadili se v oblasti ve čtvrtém století př. n. l. V době měděné a bronzové se jednalo o řídce osídlenou křižovatkou obchodních cest. Teprve na přelomu doby bronzové a doby železné nastal civilizační rozmach v souvislosti s příchodem lužické kultury. Na početná lužická sídla zaútočili pravděpodobně na začátku 5. století př. n. l. Skytové. Hradiště v Podoboře nese známky využití až do laténského období, kdy se budoucí Slezsko dostalo pod vliv Keltů. Osídlen byl rovněž Zámecký vrch v Těšíně, avšak bez opevnění. Větší a dobře prozkoumaná sídla púchovské kultury a keltské oppidum na Kotouči v Štramberku se nacházejí o něco dále na západ, za Ostravicí. Období římských vlivů před stěhováním národů dlouho připomínaly jen nálezy římských mincí, ale nedávno přišli archeologové na stopu větších, pravděpodobně germánských, osad v obcích Lazy a Kovále. Ty jsou však zatím slabě prozkoumány a nebyly přesně klasifikovány. V roce 2013 byly nálezy v Koválech započítány jako součást převorské kultury.

### Rané dějiny

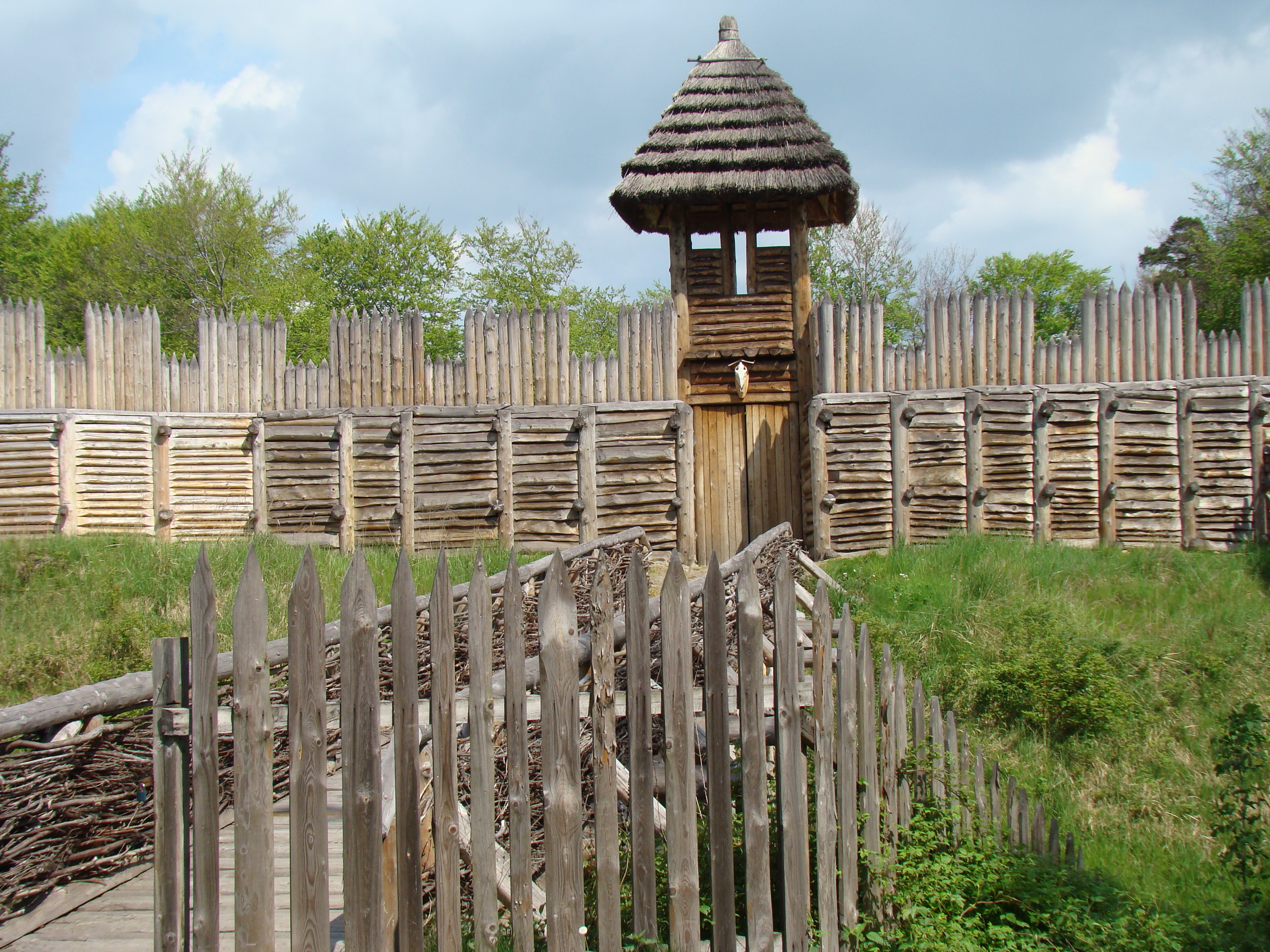
Zrekonstruované hradiště Starý Těšín v Podoboře

Archeologické výzkumy potvrdily na Těšínsku existenci dvou slovanských hradišť ze 7. století: v Podoboře (Starý Těšín) a Mezisvětí. Německý badatel Gottlieb Biermann je původně v roce 1867 považoval za sídla Vislanů, nicméně moderní výzkumy je přičítají kmeni Holasiců, o kterých se Bavorský geograf zmiňuje, že měli pět civitates (hradišť) s pěti vicinias (župami). Většina vědců v současnosti podporuje tuto interpretaci. Vzhledem ke svému umístění musela obě hradiště hrát politickou roli ve vztazích mezi Vislany a Moravou. Na sklonku 9. století byla vypálena pravděpodobně Svatoplukem I. Mnoho historiků rozporuje přičlenění oblasti k Velkomoravské říši, jež mělo údajně následovat, nepochybně však tehdy došlo k posílení vlivu Velké Moravy. V druhé polovině 10. století se Krakov ocitl pod nadvládou Přemyslovců, což poukazuje na to, že Holasicko muselo určitě také. Pravděpodobně kolem roku 990 převzali moc Piastovci. Někteří historici s Piastovci spojují hradiště v Kylešovicích, které mělo být nadřazeno Starému Těšínu. Na přelomu století ovládl první polský král Boleslav I. Chrabrý nejen Slezsko s územím Holasiců, ale dokonce celou Moravu a podržel si ji do roku 1019. Ve 30. letech 11. století však došlo k politické krizi na piastovském dvoře, jíž využili Češi v čele s Břetislavem I. Na základě kvedlinburského míru z roku 1054 připadlo Holasicko českým vládcům, není ovšem jasné, zda tehdy Těšínsko pořád ještě tvořilo jednotný celek s územím, jehož centrem byl Hradec nad Moravicí. Česko-polská válka ze 30. let 12. století je naopak zdokumentována mnohem lépe a kladský mír z roku 1137 určující hranici mezi Moravou a Slezskem na Cině představuje významný historický předěl. Z tohoto období pochází rotunda svatého Mikuláše a svatého Václava, nejstarší zděná stavba na Těšínsku a symbol regionu zvěčněný i na polských dvacetizlotových bankovkách.
První písemná zmínka o lokalitě Tescin (jejíž ztotožňovaní s Těšínem bývá rozporováno) pochází z listiny vydané papežem Hadriánem IV. v roce 1155, ve které se uvádí jako jedno z nejdůležitějších měst ve vratislavském biskupství, resp. Slezském knížectví pod vládou Boleslava IV. Kadeřavého. Od roku 1171 patřil těšínský kraj k Ratibořskému knížectví, zatímco zbytek kmenového území Holasiců byl součástí Moravského markrabství a v jeho rámci tvořil od roku 1201 Holasickou provincii, z níž pak vzniklo Opavské knížectví.
Politická a církevní příslušnost ovlivnila odlišný jazykový vývoj. Nejstaršími doklady řeči místního obyvatelstva jsou toponyma zapsaná v latinských dokumentech. Tehdejší čeština a polština měly k sobě mnohem blíž než teď, ovšem nazální samohlásky, jež se v mnoha názvech středověkých obcí objevují, jsou jednoznačným důkazem příslušnosti těšínského nářečí k lechické podskupině západoslovanských jazyků, nikoli k česko-slovenské. Dalším jazykovým jevem, který odlišil mluvu Těšínska od laštiny a moravských nářečí, bylo neprovedení změny g → h ve 13. a 14. století.

### Těšínská kastelánie

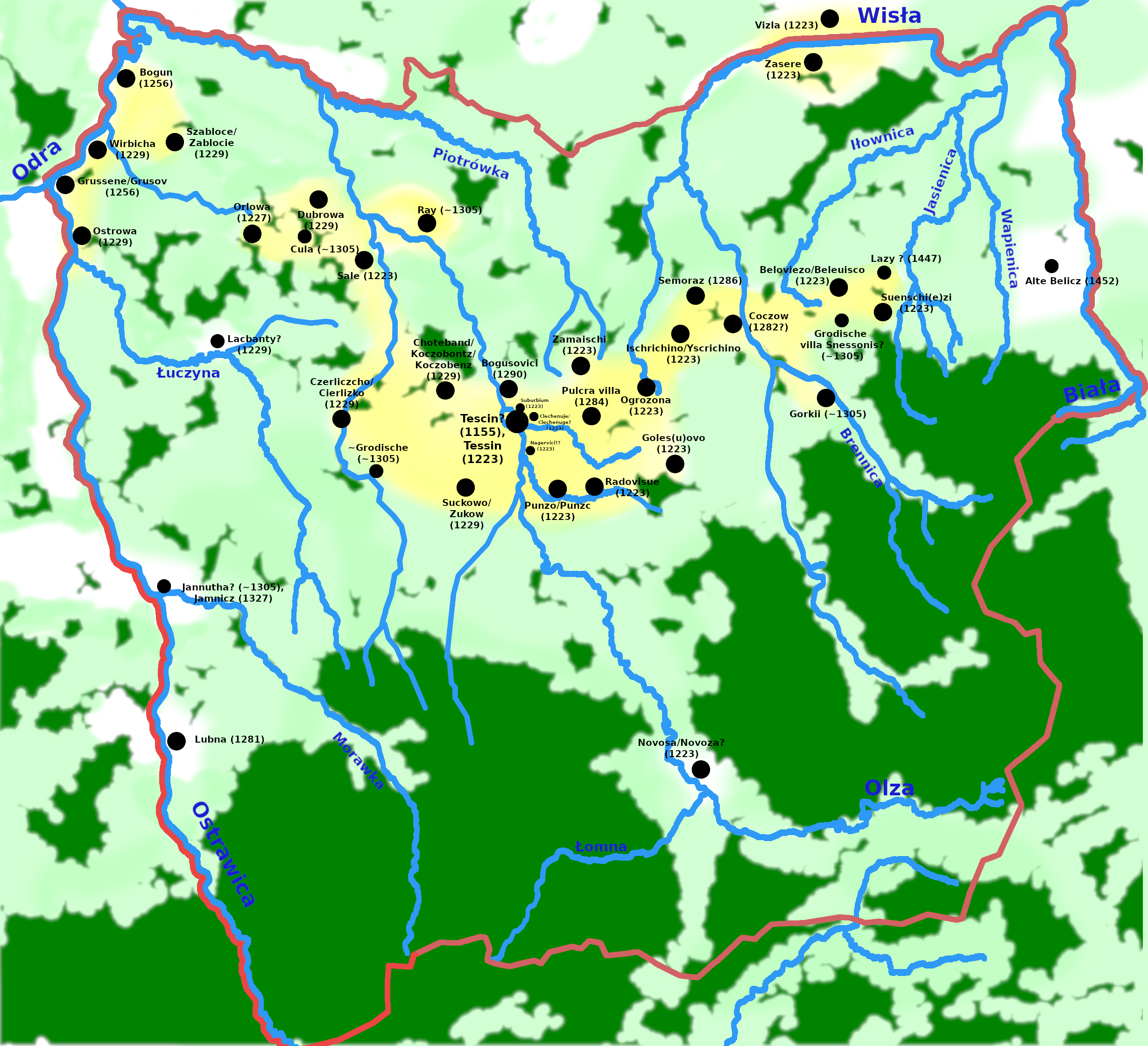
Sídla v těšínské kastelánii s latinskými názvy a daty prvních zmínek

23. května 1223 byla vydána listina vratislavského biskupa Vavřince Dolivety, která uvádí jména čtrnácti vesnic v castellatura de Tessin. Jedná se o první explicitní zmínku o těšínské kastelánii a samotném městě Těšín.
O několik let později se objevily první zmínky o dalších deseti obcích ve vlastnictví benediktinského opatství v Týnci u Krakova, mj. o dnešní Slezské Ostravě na břehu Ostravice. Na protější – moravské – straně řeky právě probíhala intenzivní osídlovací akce započatá Arnoldem z Hückeswagen, v níž po jeho smrti (1260) pokračoval olomoucký biskup Bruno ze Schauenburku. To přimělo někdy kolem roku 1260 knížete Vladislava I. Opolského k trvalému určení západní hranice Opolsko-ratibořského knížectví na řece Ostravici (objevují se první zmínky o Bohumíně a Hrušově) a zřízení benediktinského kláštera v Orlové, aby tím posílil pohraniční oblast v blízkosti Moravy. Další kolonizační akce se však již neprováděly, a tak zůstala kastelánie až do vzniku Těšínského knížectví slabě rozvinutým regionem na okraji Opolsko-ratibořského knížectví s celkem čtyřiceti vesnicemi.

### Těšínské knížectví za vlády Piastovců

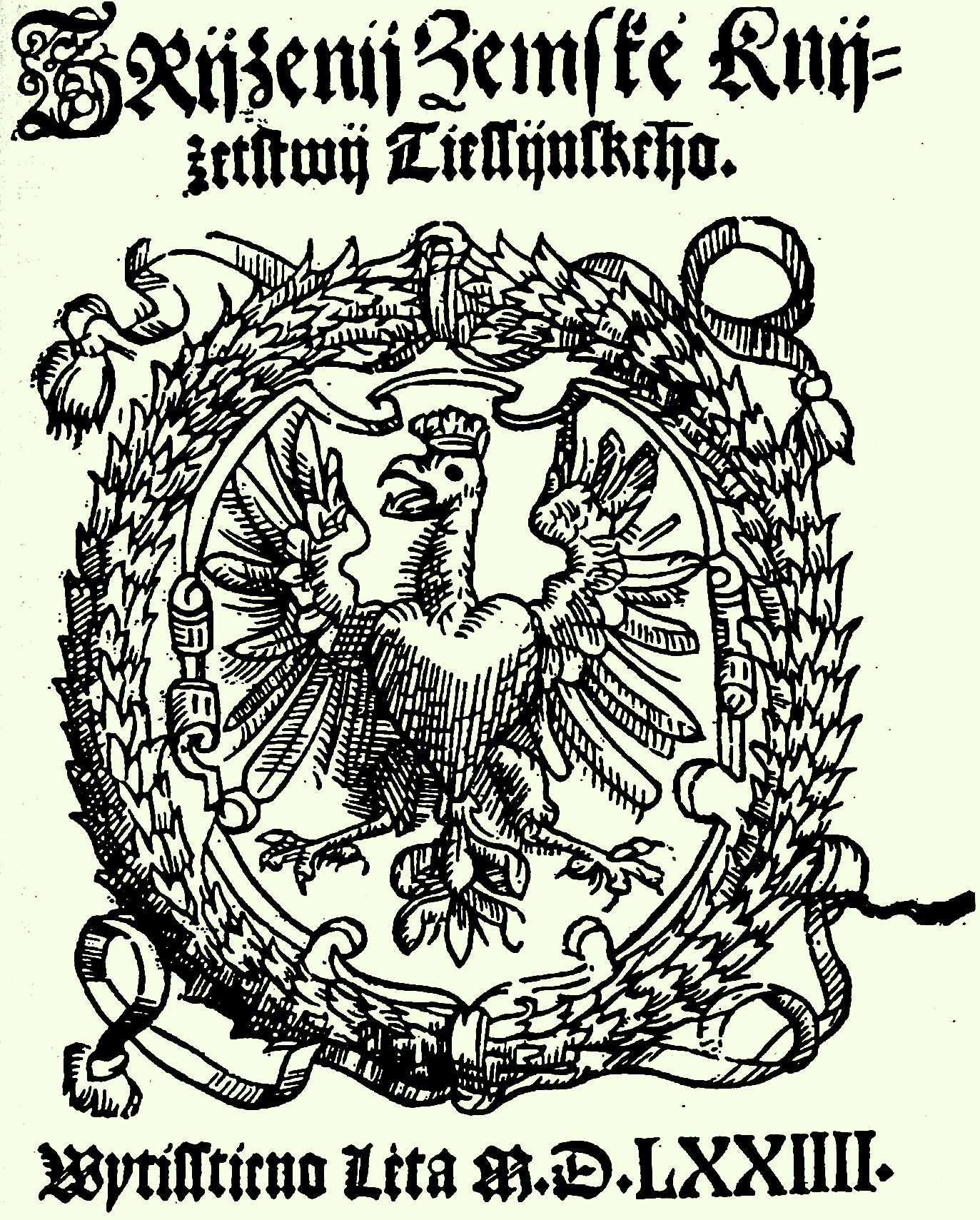
Titulní strana Zřízení zemského (1573)

V 80. letech 13. století začal pozvolný rozpad Opolsko-ratibořského knížectví završený tím, že se Těšín stal na konci roku 1289 (nebo již v roce 1290) rezidenčním městem Měška I. První těšínský kníže zahájil rozsáhlou osídlovací akci na německém právu prostřednictvím lokátorů, kteří založili na sedmdesát obcí, převážně lesních lánových vsí, jakož i města Bílsko a Fryštát. Potomci osadníků kolem Bílska tvořili až do konce druhé světové války v roce 1945 a následného vysídlení německý jazykový ostrov. Těšínská větev slezských Piastovců vládla v různých obdobích i jiným územím v okolí (např. Osvětimsku, Pštinsku či Seveřsku), nicméně pojem Těšínské Slezsko se vztahuje pouze k jádrovému knížectví, resp. k území bývalé kastelánie.
Ještě v roce 1297 bylo území Těšínska označeno jako Polonia (Polsko), ale v roce 1327 složil Kazimír I. lenní slib králi Janu Lucemburskému a Těšínské knížectví se tak stalo součástí Koruny království českého. Roku 1315 se odpojilo Osvětimské knížectví. Po roce 1430 a zejména v druhé polovině 15. století stará čeština postupně nahradila latinu a němčinu v roli úředního jazyka knížectví, s výjimkou i nadále německojazyčného Bílska. Tuto skutečnost oficiálně stvrdilo Zřízení zemské Knížectví těšínského vyhlášené 24. června 1573.

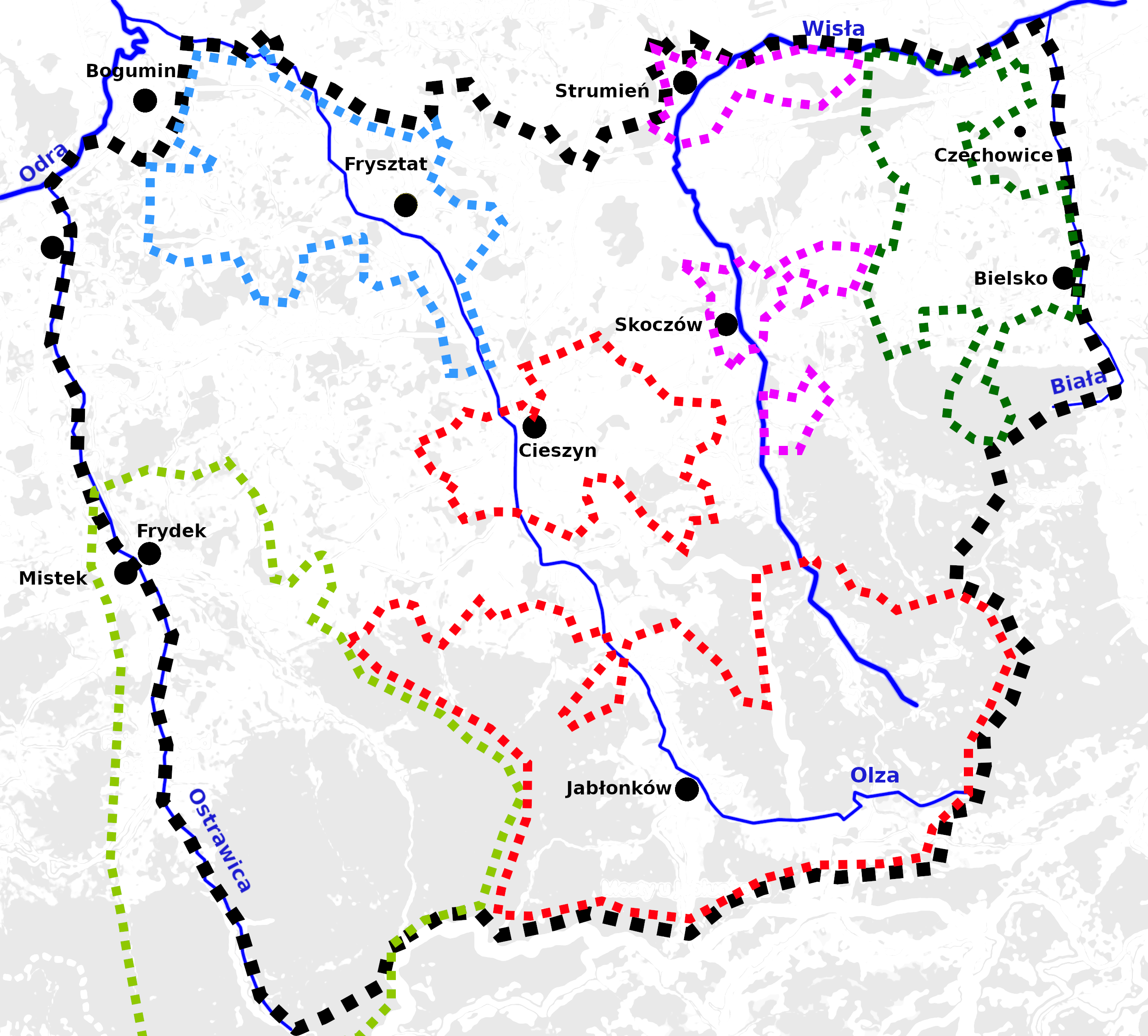
Roztříštěné Těšínsko okolo roku 1580: území v přímém vlastnictví knížete, frýdecké panství, bílské panství, fryštátské panství, skočovsko-strumeňské panství.

Roku 1494 přišli z východu první Valaši, kteří v průběhu následujících dvou století osídlili horské oblasti na jihu regionu. Kníže Václav III. Adam podpořil reformaci a za jeho vlády v letech 1545–1579 konvertovala drtivá většina obyvatel k luteránství. Obě tyto události měly zásadní vliv na kulturní odlišnost Těšínska od zbytku Horního Slezska, která se projevuje dodnes. Samotný termín Silesia Superiori (Horní Slezsko) se v písemných pramenech objevuje poprvé na sklonku 15. století v souvislosti s výboji Matyáše Korvína a jeho konsolidačními snahami. Těšínské knížectví bylo považováno za jeho neodmyslitelnou součást, nicméně zůstalo mimo hranice Opolského knížectví, v němž Jan II. zvaný Dobrý po roce 1521 opět sjednotil většinu hornoslezských území. Kazimír II. připojil kolem roku 1517 Strumeň, jež dříve patřila k Pštinsku.
Vývoj oblasti v 16. století poznamenal teritoriální rozpad knížectví. V roce 1560 přenechal Václav III. Adam bílské, fryštátské a frýdecké panství svému synovi Fridrichu Kazimírovi. Ten byl kvůli velkým dluhům nucen je po otcově smrti v roce 1571 prodat, a to za souhlasu císaře Maxmiliána II. Bílsko, Fryštátsko a Frýdecko byly vyňaty z přímé podřízenosti těšínským knížatům a povýšeny na menší stavovské panství status minor (bílské se pak v 18. století stalo samostatným knížectvím). Stejný osud potkal skočovsko-strumeňské panství, to se ale po dvaceti třech letech (v roce 1594) vrátilo do knížecího područí. Na mapách nicméně bylo Těšínské knížectví i nadále zobrazováno spolu s odpadlými územími a společná identita, formovaná mimo jiné odporem vůči protireformaci mezi luterány a příslušnosti k těšínskému děkanátu mezi katolíky, přetrvala do doby moderní.

### Pod Habsburky

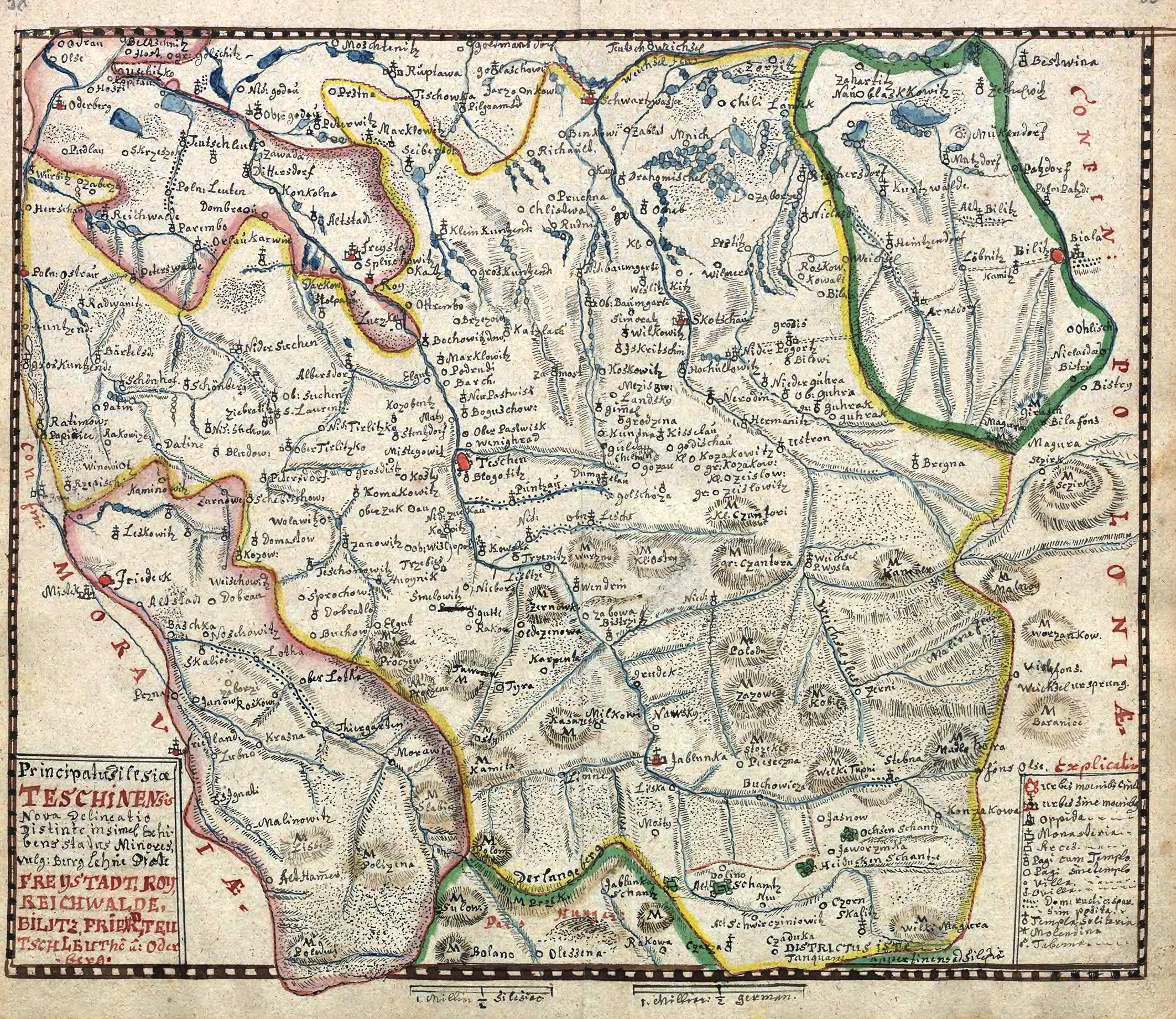
Mapa Těšínského knížectví a přilehlých panství z roku 1750

Smrtí Alžběty Lukrécie vymřela těšínská větev Piastovců. Knížectví připadlo jako odúmrť přímo českým králům, jimiž byli od roku 1526 představitelé habsburské dynastie, a bylo spravováno prostřednictvím královské komory ve Vratislavi. Pro správu knížecích statků zřídili Habsburkové Těšínskou komoru, ale jinak neprojevovali o toto území přílišný zájem a zanedbávali jej.
Začalo období rekatolizace, v Beskydech vznikly tzv. lesní kostely, kde se konaly tajné luteránské bohoslužby. Až v roce 1707 bylo na základě altranstädtské konvence umožněno vystavět ve Slezsku šest evangelických kostelů milosti. Mezi ně patřil Ježíšův kostel v Těšíně, po několik desetiletí jediný protestantský chrám v Horním Slezsku a dodnes jedna z nejvýznamnějších památek regionu.
V roce 1722 vyloučil Karel VI. Těšínské knížectví ze správy vratislavské královské komory a udělil jej Leopoldu Josefovi Lotrinskému, otci budoucího císaře Františka I. Štěpána. Na základě příměří ve Vratislavi a berlínského míru, které v roce 1742 ukončily první slezskou válkou, zůstalo Těšínsko na rozdíl od většiny Slezska (zabrané Pruskem) při Habsburské monarchii a představovalo odteď východní část takzvaného Rakouského Slezska, jež se zpočátku těšilo statutu samostatného vévodství, než bylo roku 1783 spojeno s Moravou. Nová hranice rozdělila bohumínské panství a právě od té doby se jeho jižní část počítá k Těšínsku, byť nikdy nepatřila k Těšínskému knížectví, nýbrž Ratibořskému.
Toleranční patent Josefa II. umožnil oživení protestantského náboženského života na Těšínsku. V roce 1782 byla v Těšíně založena konzistoř. Do roku 1848 vznikly evangelické obce v Bílsku, Starém Bílsku, Bludovicích, Bystřici, Drahomyšli, Holešově, Javoří, Komorní Lhotce, Návsí, Ustroni a Visle. Dohromady s Těšínem se jednalo o třináct farností, největší seskupení v rakouské části monarchie.

### Industrializace

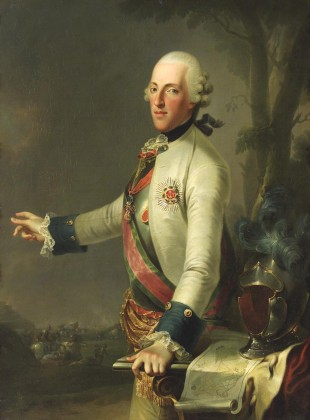
Albert Kazimír Sasko-Těšínský

Zásadní změna politické a hospodářské situace nastala po roce 1766, kdy se vlády ujal Albert Kazimír Sasko-Těšínský, zeť císařovny Marie Terezie. Kníže rozšířil statky Těšínské komory a díky jeho obratnému hospodaření, jakož i příhodné poloze regionu na cestě z Vídně do Haliče, se Těšínsko na prahu průmyslové revoluce stalo jednou z ekonomicky nejúspěšnějších oblastí Habsburské monarchie. V roce 1797 kníže odkoupil zpět frýdecké panství a spravoval jej poprvé od 16. století spolu s komorními statky. Bílsko naopak bylo v roce 1754 povýšeno na zcela samostatné knížectví. V letech 1783–1849 existoval v rámci Moravskoslezského gubernia Těšínský kraj se sídlem v Těšíně, který kromě vlastního Těšínska zahrnoval také několik obcí na Klimkovicku, včetně Studénky a dnešních městských částí Ostravy Svinov a Poruba. Při správní reformě následující revoluci roku 1848 byla obnovena slezská samospráva v rámci korunní země Rakouské Slezsko (oficiálně „Vévodství Horní a Dolní Slezsko“), která po rakousko-uherském vyrovnání patřila k Předlitavsku.
V druhé polovině 19. století se oblast mezi Fryštátem a Ostravou proměnila v hlavní středisko těžby černého uhlí v celém Rakousko-Uhersku. S Vídní jej propojila Severní dráha císaře Ferdinanda, s Uhrami Košicko-bohumínská dráha a s Berlínem Vilémova dráha, jež se křižovaly v železničním uzlu Bohumín. Obrovský význam získaly též Třinecké železárny a Bílsko i s okolím tvořilo jedno z nejdůležitějších center textilního průmyslu v monarchii. Vedle habsburských knížat přímo spravujících Těšínskou komoru byli nejmajetnějším těšínským rodem té doby Larisch-Mönnichové vlastnící celou řadu statků a podniků zejména na Fryštátsku.

### Národnostní spory

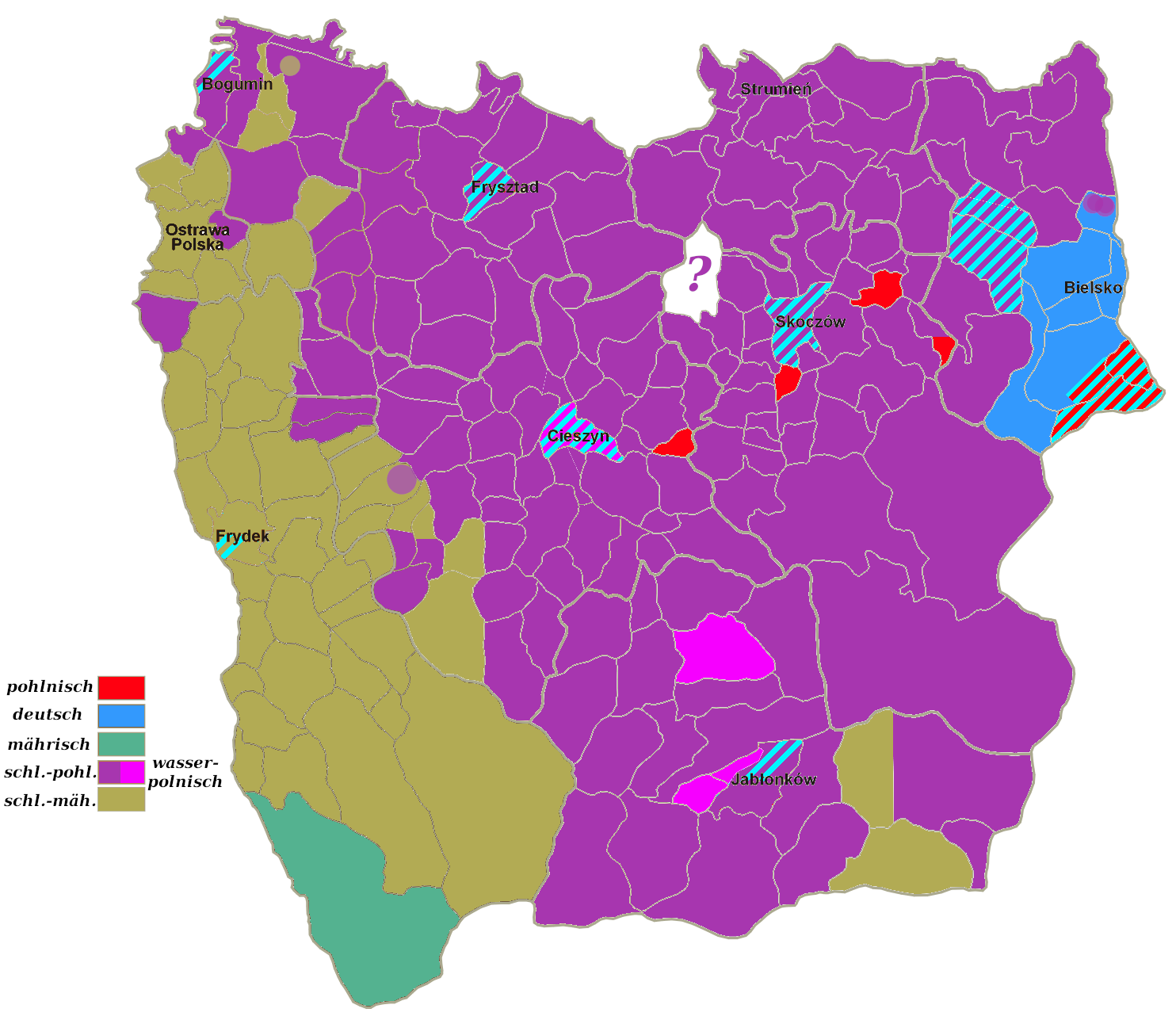
Jazykové poměry na Těšínsku podle Reginalda Kneifla (1804)

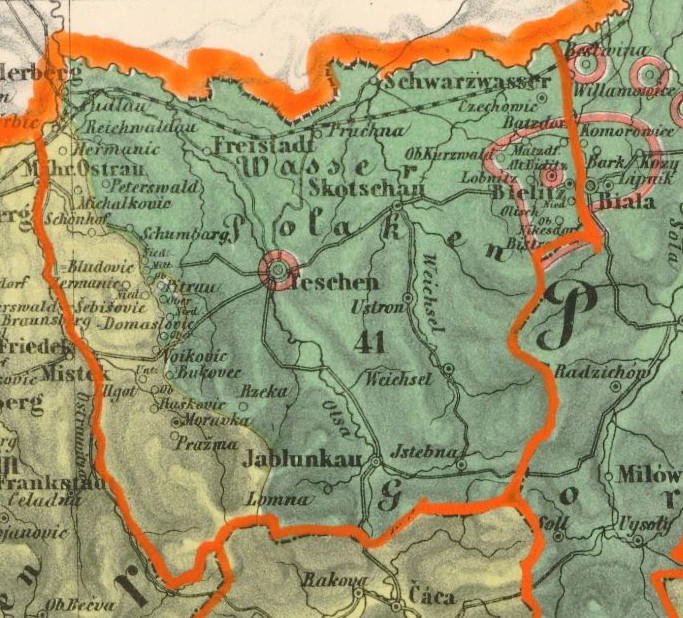
Těšínsko na etnografické mapě Rakouska-Uherska (1855) s označením Wasserpolaken

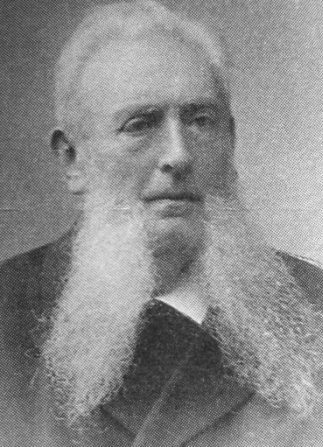
Theodor Haase

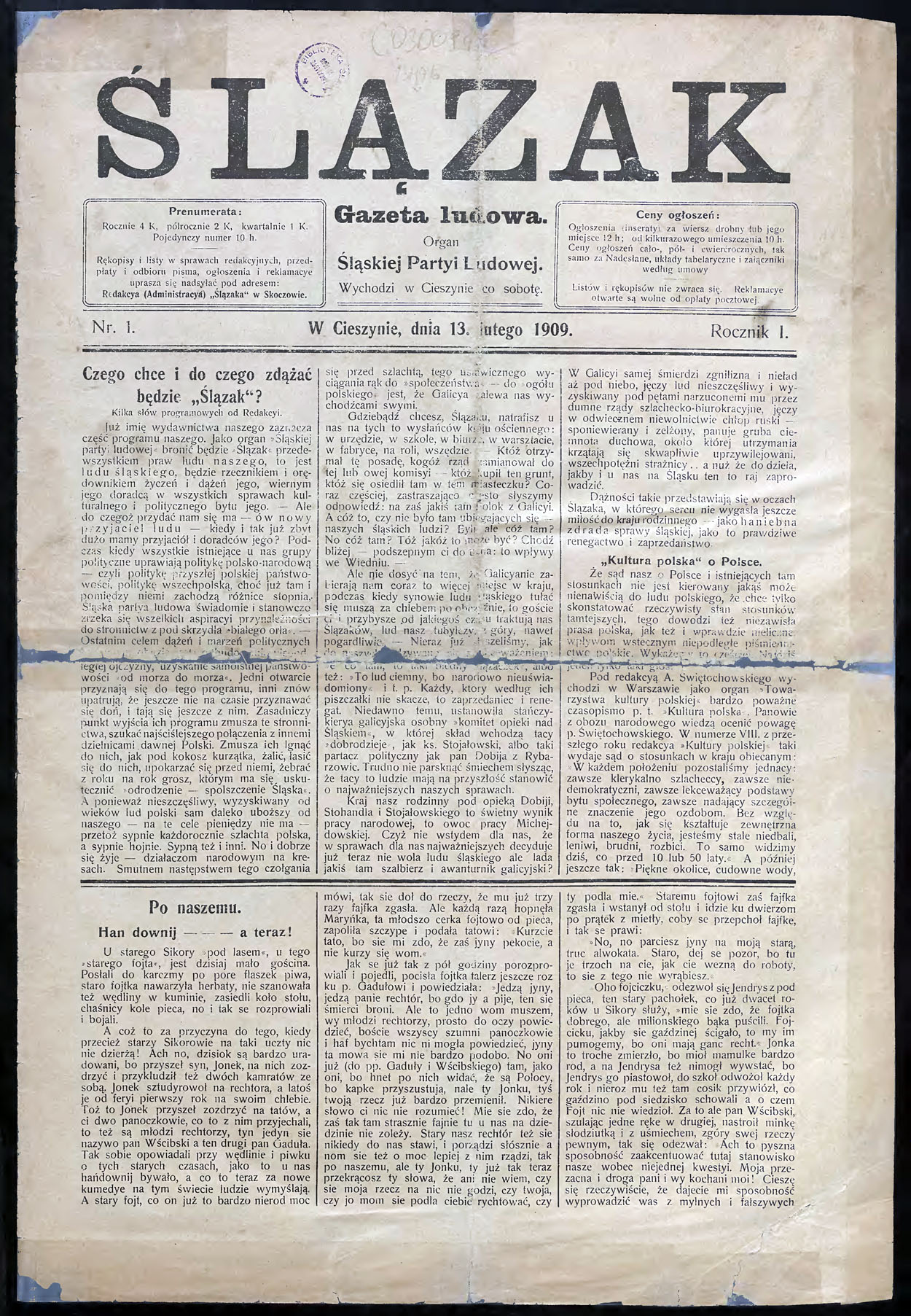
První vydání týdeníku Ślązak – orgánu Slezské lidové strany

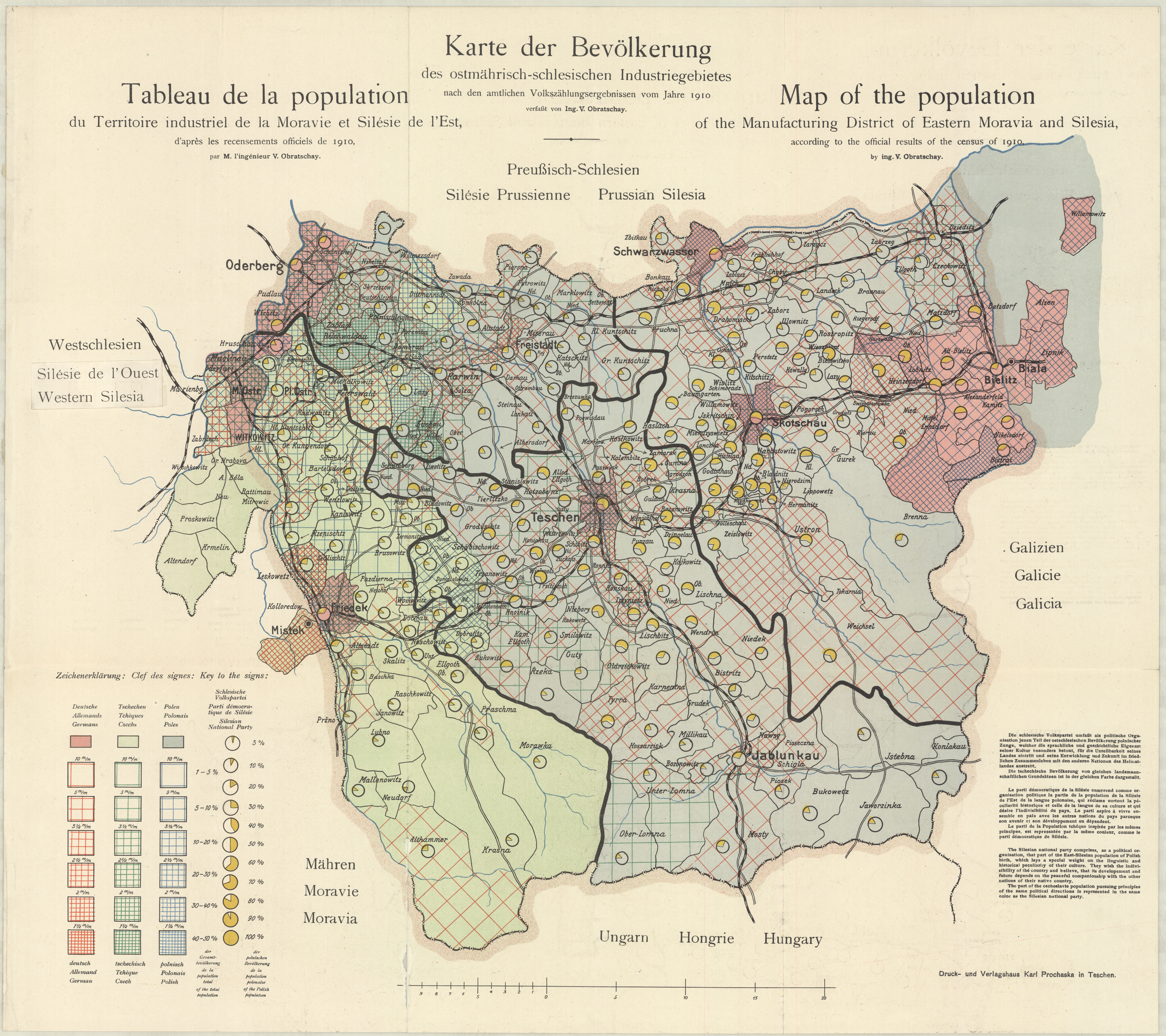
Mapa etnických poměrů na Těšínsku na základě sčítání lidu 1910 a výsledků voleb 1911

Početné dokumenty vydané na Těšínsku v češtině vedly československé jazykovědce a historiky (viz např. Jan Kapras) na začátku 20. století k závěru, že oblast byla původně česká a teprve později, ne dříve než v 17. století, začala její postupná polonizace. Polští lingvisté naopak poukazovali kupříkladu na nazální samohlásky doložené u pomístních jmen i v německy a latinsky psaných listinách jakožto na důkaz odvěké příslušnosti regionu k polskému prostředí.
Třebaže čeština zůstala jazykem knížecí kanceláře dokonce i po roce 1620, tedy déle než v Čechách, podoba mnoha dokumentů z té doby odpovídá úřednímu jazyku jen vzdáleně. Účet fryštátského zámečníka z roku 1589 obsahuje tolik „chyb“, že je polskými historiky považován za nejstarší těšínský text v polštině. Krátce nato se v knížectví usadil Johann Tilgner, Němec (jak sám sebe označoval) z Vratislavi, aby dohlížel na skočovsko-strumeňské statky za vlády Adama Václava. Přišel s naučenými znalostmi moravského jazyka, ve svém deníku v kapitole Skotschauer Denkwürdigkeiten (Skočovské pamětihodnosti) však popisuje, jak se jeho děti naučily polnische Sprache (polský jazyk) místního obyvatelstva. Ve zprávách z vizitací vratislavských biskupů ve druhé polovině 17. století je tato řeč popisována jako concio Polonica. Hranice s concio Moravica se nepřekrývala s hranicemi děkanátů a byla podobná jazykové hranici z 19. století. Reformace slovanskojazyčný lid výrazně rozdělila, po dlouhou dobou byla náboženská identifikace mnohem důležitější než etnická a kontakty mezi oběma skupinami se značně omezily. V roce 1790 žilo na Těšínsku 86 108 (70,72 %) římských katolíků a 35 334 (29,02 %) protestantů. Rakouská administrace klasifikovala v roce 1800 73 % obyvatel jako polnischer Nation, v dnešním toho slova smyslu byli však většinou národnostně nevyhranění. Běžně mluvený slezskopolský jazyk dokládají především deníky a polooficiální kroniky venkovských pisatelů. Nejznámější pocházejí z pera Jury (Jiřího) Gajdzice (1777–1840) z Tisovnice. V závislosti na úrovní vzdělání jednotlivých pisatelů se tyto texty vyznačují různou mírou přepínání kódů mezi češtinou, moravštinou, slezštinou a polštinou, což zřejmě nepřekáželo komunikaci mezi Slovany na rozdíl od skutečné jazykové bariéry, která vznikala mezi Slovany a Němci.
Po první slezské válce bylo Těšínsko odděleno rakousko-pruskou hranicí od zbytku Slezska. Hornoslezský dialekt, dosud pod stejným vlivem úřední češtiny, se dostal pod rostoucí vliv německého jazyka, zejména po roce 1749, a byl často pejorativně označován jako wasserpolnisch. V rakouské části regionu byl tento proces výrazně opožděn. Roku 1783 byl Těšínský kraj přičleněn k Moravskoslezskému guberniu v Brně a na lidových školách se objevily učebnice v moravštině (češtině), navzdory protestům mj. Leopolda Szersznika, který dozoroval katolické školství v regionu. Reginald Kneifl, autor Topographie des k. k. Antheils an Schlesien (Topografie rakouského Slezska), používá pro většinu Těšínska charakteristiku polnisch-schlesisch, řidčeji také polnisch nebo wasserpolnisch. Termín wasserpolnisch se nicméně ujal časem i v Rakousku, například v pracích Karla von Czoernig-Czernhausen.
Roku 1848 získalo Rakouské Slezsko zpět svou administrativní samostatnost. Paweł Stalmach začal vydávat polskojazyčný týdeník Tygodnik Cieszyński (od roku 1851 Gwiazdka Cieszyńska), první noviny na Těšínsku, a položil tím základy polského národního hnutí, ovšem většina „Vasrpoláků“ nebyla národnostně vyhraněna ještě několik desetiletí. Teprve v roce 1869 uspořádal Stalmach první velkou polskou demonstraci ve Svibici. Na podnět Johanna Demela, mnohaletého starosty Těšína, došlo v roce 1860 k zavedení polštiny a češtiny jakožto pomocných jazyků korunní země Slezsko. To vedlo poprvé v dějinách k prosazení se polštiny v oblasti správy a základního školství. Střední školy zůstaly pouze německojazyčné. Roku 1863 byl do Říšské rady za okres Bílsko zvolen polský buditel (usilovně propagovaný Stalmachovou Gwiazdkou) Andrzej Cińciała. Ve Vídni přišel s návrhem zřízení polského učitelského semináře v Těšíně a českého v Opavě, čemuž odporoval Eduard Suess s tím, že místní jazyk „není polský, leč vasrpolský, česko-polská směsice nepoužívaná v knihách“. Největší prestiži se v té době těšila spisovná němčina. Podíl německojazyčného obyvatelstva v maloměstech typu Skočov nebo Strumeň přesáhl na počátku 20. století padesát procent.
Protikladem k polským národovcům bylo takzvané šlonzácké hnutí podporované zejména luterány z oblasti kolem Skočova. V roce 1875 odešel z Těšína pastor Leopold Otto, který se přes svůj německý původ považoval za polského vlastence, a nahradil ho Theodor Haase. Ten patřil mezi vlivné představitele německých liberálů a podařilo se mu zvrátit pokrok polského hnutí mezi těšínskými protestanty. Své ideje šířil mimo jiné prostřednictvím polskojazyčných, avšak proněmecky orientovaných, novin Nowy Czas vydávaných od roku 1877. Po Haaseho smrti vdechl šlonzáckému hnutí nový život Josef Koždoň, který v roce 1909 založil Slezskou lidovou stranu. Koždoň nepopíral, že těšínské nářečí je varietou polštiny, ale přirovnával situaci ke Švýcarsku: stejně jako používání německého dialektu nedělá ze Švýcarů Němce, polskojazyční Slezané nejsou Poláci. K rostoucímu vlivu němčiny přistupoval benevolentně a považoval protesty proti dominantní pozici německého jazyka a kultury za rozvrácení starého slezského míru. Pod heslem „Slezsko Slezanům“ obrátil se proti přílivu levné pracovní sily z Haliče (v roce 1910 představovali haličští přistěhovalci 54 200 z 434 tisíc aneb 12,7 % obyvatel regionu, z toho nejvíce v uhelném revíru mezi Ostravou a Karvinou), mezi níž byli obzvlášť aktivní polští socialisté.
Na Těšínsko přicházeli též představitelé německé, židovské a české buržoazie. Posledně jmenovaní podnítili rozvoj českého národního hnutí i v některých tradičně „vasrpolských“ obcích. Již v 80. letech 19. století si stěžovali polští aktivisté, jakož i největší německojazyčný deník Silesia, na rostoucí význam českých organizací na Karvinsku a v 90. letech vznikla ve Fryštátě kolem týdeníku Głos Ludu Śląskiego „radikálně-polská frakce“, která považovala Čechy, nikoli Němce, za největší hrozbu a navrhla uzavřít polsko-německou koalici proti Čechům. Gwiazdka Cieszyńska vyhlásila konec přátelství s Čechy v roce 1902. Petr Bezruč zpopularizoval tehdy ve Slezských písních teorii o „popolštěných Moravcích“ (o ni se také opírala argumentace čtvrtého Benešova memoranda na pařížské mírové konferenci) a čeští buditelé dokazovali, že moravská nářečí jsou místnímu jazyku bližší než spisovná polština. Docházelo k lokálním konfliktům o jazyk kázání, například ve farnosti v Dombrové zřízené roku 1899, a o školy: polskou v Polské Ostravě a českou v Rychvaldu. Češi dlouho bránili otevření polské reálky v Orlové.
Na Frýdecku bylo šlonzácké hnutí vytlačeno mladočechy již na sklonku 19. století, ale svým způsobem na něj navázal ve 30. letech Óndra Łysohorsky, vlastním jménem Ervín Goj, se svou lašskou myšlenkou. Národ Lachů měl čítat dva miliony lidí nejen ve slezsko-moravském pohraničí tvořícím etnografickou oblast Lašsko, ale také na celém Těšínsku, v jižní části pruského Horního Slezska včetně Ratibořska a Hlučínska a v okolí slovenské Čadce. Na základě hornoostravského podřečí vytvořil spisovný lašský mikrojazyk, ve kterém vydal několik básnických sbírek a další texty.
Ze správního hlediska bylo Těšínsko na přelomu století rozděleno na čtyři politické okresy: Bílsko-venkov, Frýdek-venkov, Fryštát a Těšín, a k tomu dvě statutární města s postavením samostatného okresu: Bílsko a Frýdek. Výsledky voleb do Říšské rady v roce 1907 a 1911 vypovídají hodně o národnostně-politických poměrech v jednotlivých obcích, zejména podle volebních úspěchů Josefa Koždoně a dalších šlonzáckých kandidátů proti polským aktivistům jako Jan Michejda či Józef Londzin lze odhadovat dobovou popularitu rakouskými úřady neuznávané slezské národnosti.
Jazyky Těšínska podle Reginalda Kneiffla, schematismu z roku 1847 a výsledků rakousko-uherských sčítání lidu:
| Rok       | Počet obyvatel | Obcovací řeč polská | Obcovací řeč česká | Obcovací řeč německá | Vyznání římskokatolické | Vyznání evangelické | Vyznání židovské |
| --------- | -------------- | ------------------- | ------------------ | -------------------- | ----------------------- | ------------------- | ---------------- |
| 1799~1804 | 123.277        | 84.971 (68,9 %)     | 27.605 (22,4 %)    | 10.701 (8,7 %)       |                         |                     |                  |
| 1847      | 202.810        | 139.528 (68,8 %)    | 38.599 (19 %)      | 23.055 (11,4 %)      | 141.317 (69,7 %)        | 59.865 (29,5 %)     | 1628 (0,8 %)     |
| 1880      | 262 412        | 153 724 (58,8 %)    | 71 788 (27,3 %)    | 36 865 (14 %)        |                         |                     |                  |
| 1890      | 293 075        | 177 418 (60,6 %)    | 73 897 (25,2 %)    | 41 714 (14,2 %)      |                         |                     |                  |
| 1900      | 361 015        | 218 869 (60,7 %)    | 85 553 (23,7 %)    | 56 240 (15,5 %)      |                         |                     |                  |
| 1910      | 426 667        | 233 850 (54,8 %)    | 115 604 (27,1 %)   | 76 916 (18,1 %)      | 328 933 (75,7 %)        | 93 566 (21,5 %)     | 10 965 (2,5 %)   |

### Rozdělení Těšínska

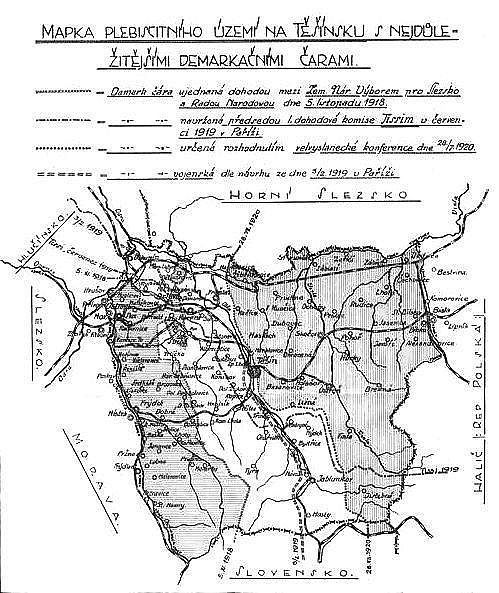
Dobová mapka plebiscitního území s vyznačením demarkačních čar

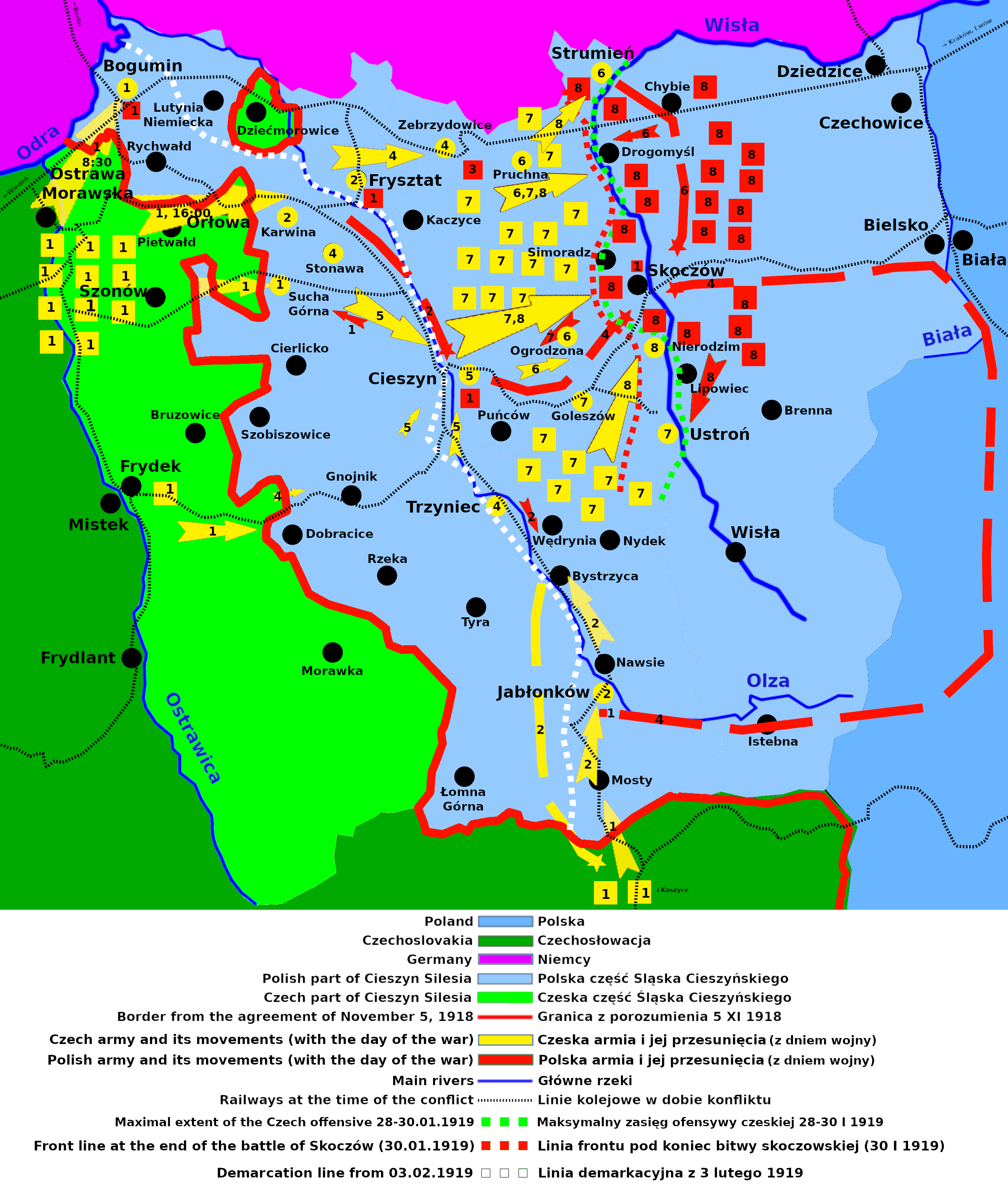
Průběh sedmidenní války

Na konci května 1918 vznikl v Těšíně Německý lidový výbor východního Slezska (Deutsche Volksrat für Ostschlesien), sdružení německých uskupení v regionu. Nejaktivněji v něm působili politici z Bílska, avšak byl podporován i ostatními samosprávami. Výbor se jednoznačně vyslovil pro setrvání v rakouském státě nebo v případě, že by to nebylo možné, připojení k Německu.
Po pádu rakousko-uherské monarchie na sklonku první světové války, vyhlášení československého státu a obnovení nezávislosti Polska, začali v říjnu 1918 Poláci a Češi spolu zápasit o silně industrializovaný těšínský region. Na demonstraci v Těšíně dne 26. října 1918, které se zúčastnilo několik desítek tisíc polských obyvatel, se objevily transparenty s heslem Wag, Ostrawica – polska granica (Váh, Ostravice – polská hranice). Z toho se stal populární sentimentálně-revizionistický slogan, nikoli však oficiální polský požadavek. Polska strana rezignovala na okres Frýdek, kdežto Československo požadovalo celé území Rakouského Slezska až k Bělé a městská zastupitelstva v Těšíně a Bílsku se přihlásila k Republice Německé Rakousko.

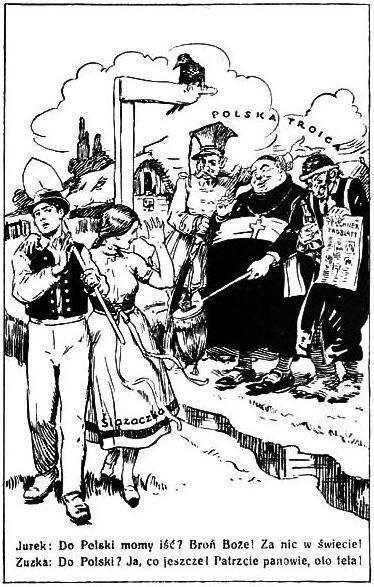
Protipolská agitace před neuskutečněným plebiscitem

5. listopadu 1918 se polský Národní výbor Těšínského knížectví (Rada Narodowa Księstwa Cieszyńskiego) a český Zemský národní výbor pro Slezsko dohodly na rozdělení regionu víceméně podle jazykové hranice: okresy Bílsko, Těšín a Fryštát kromě Orlové měly připadnout Polsku, kdežto okres Frýdek i s oblastí Orlové z fryštátského okresu Československu. Obě organizace jednaly jménem „svých“ národních států a nebraly ohled na místní Němce ani na protipolsky orientované příznivce šlonzákovského hnutí. Polsko bylo s dohodou spokojeno a prosazovalo uznání hranic v této podobě, československá vláda to však odmítla.
Začátkem roku 1919 proběhly v Poláky kontrolované části regionu volby do Sejmu a začaly odvody místního obyvatelstva do polské armády. V reakci došlo k útoku československých vojsk na východní Těšínsko, který se zapsal do dějin jako sedmidenní válka. Střetnutí, které trvalo od 23. do 30. ledna, nepřineslo žádná konečná rozhodnutí. 3. února správu území převzala Mezinárodní komise složená ze zástupců dohodových mocností, která rozdělila Těšínsko na západní a východní prefekturu. Na pařížské mírové konferenci se obě strany shodly na diplomatickém řešení sporu. Další jednání probíhající od 23. do 30. července byla však bezvýsledná, neboť československá delegace nesouhlasila s polským návrhem plebiscitu, který se měl konat pouze v okresech Těšín a Fryštát, přičemž okres Bílsko měl připadnout Polsku bez hlasování. Ve fryštátském a těšínském okrese měli totiž patrnou převahu Poláci, v neposlední řadě díky přistěhovalcům z Haliče, zatímco bílský okres byl baštou Němců a Šlonzáků projevujících větší sympatie k Československu. Versailleská smlouva počítala s plebiscitem na celém území, nakonec ale k němu nedošlo a hranice určila Konference velvyslanců dne 28. července 1920.
Československo získalo celou Ostravsko-karvinskou uhelnou pánev, Třinec a železniční uzel v Bohumíně, zatímco Polsku připadl okres Bílsko a malé části těšínského a fryštátského okresu, které byly přičleněny k autonomnímu slezskému vojvodství. Hranice rozdělila sídelní Těšín podél řeky Olše (Olzy): historické jádro na pravém břehu se stalo součástí Polska, z levobřežního předměstí s hlavním vlakovým nádražím bylo utvořeno nové město Český Těšín. Území přiřčené Polsku mělo rozlohu 1 012 km² a čítalo 139 tisíc obyvatel, z toho 61 % polsky mluvících (včetně Šlonzáků), 31,1 % německy mluvících a 1,4 % česky mluvících. Nově československá část Těšínska zahrnovala plochu 1 270 km² a obývalo ji 295 200 obyvatel: 48,6 % polsky mluvících, 39,9 česky mluvících a 11,3 % německy mluvících. Na území, které podle dohody z 5. listopadu 1918 spravoval Národní výbor Těšínského knížectví a které nakonec připadlo Československu, žilo podle posledního rakouského sčítaní lidu 123 tisíce polskojazyčných, 32 tisíce českojazyčných a 22 tisíce německojazyčných. Při prvním československém sčítání v roce 1921 se 67 tisíc obyvatel západního Těšínska přihlásilo k polské národnosti.
Konflikt byl ukončen neuspokojivě pro obě strany. V Československu se ocitly desítky tisíc etnických Poláků, z nichž bylo mnoho velmi vlastenecky orientovaných, zejména v tzv. Michejdově kraji mezi Jablunkovem a Třincem, baště propolských evangelíků. Polsko se nikdy nevzdalo svých nároků na příhraniční pás území s polskou většinou nazývaný dobovou propagandou Zaolzie (Záolší). Češi sice získali strategicky významnou průmyslovou oblast a Košicko-bohumínskou dráhu, která představovala jedno z mála spojení mezi českými zeměmi a Slovenskem, ale přišla o velkou část území obývanou Šlonzáky, kteří by v plebiscitu hlasovali podle všeho pro Československo. Na pařížské mírové konferenci prosazovali českoslovenští diplomaté udržení linie Visly dobyté během sedmidenní války, aby získali strategický pás důležitý pro případnou obranu železniční trati. Pro Šlonzáky bylo největším zklamáním samotné rozdělení oblasti. 9. února 1919 zveřejnila Slezská lidová strana otevřený dopis, jehož hlavním požadavkem byla nedělitelnost regionu a zřízení „neutrálního území se všemi atributy státní samostatnosti“. Když byl tento návrh mocnostmi zamítnut, stejně jako myšlenka Freistaat Oberschlesien složeného z Těšínska a pruského Horního Slezska, vyslovili se Šlonzáci pro slezskou autonomii v rámci československého státu jakožto ekonomicky vyspělejšího a „kulturnějšího“ než Polsko. Vývoj situace v pruském Horním Slezsku zmařil plány na připojení celé oblasti k Německu, což podporovaly zejména bílské kruhy.
V období Mnichovské dohody polská vláda opět formulovala své územní nároky vůči Československu a zaslala do Prahy dne 30. září 1938 ultimátum o okamžitém vydání Záolší. Ve dnech 2. až 11. října 1938 byl příhraniční pás území o rozloze 869 km² (západní Těšínsko bez Frýdecka a Slezské Ostravy) připojen k Polsku. Po německém útoku na Polsko v září 1939 se celé Těšínsko stalo součástí Třetí říše (Landkreis Teschen a Landkreis Bielitz v provincii Horní Slezsko, Frýdecko a Slezská Ostrava v protektorátu Čechy a Morava). Nacisté využili staré šlonzácké hnutí ke germanizačním účelům – slezská národnost spadala do třetí kategorie Deutsche Volksliste a jejím příslušníkům bylo podmíněně přiznáno říšské občanství. Německý soupis obyvatelstva z prosince 1939 vykázal v Landkreis Teschen 44,6 % Slezanů, 23,3 % Poláků, 16,4 % Čechů, 14,6 % Němců a 0,7 % Židů.

### Po roce 1945

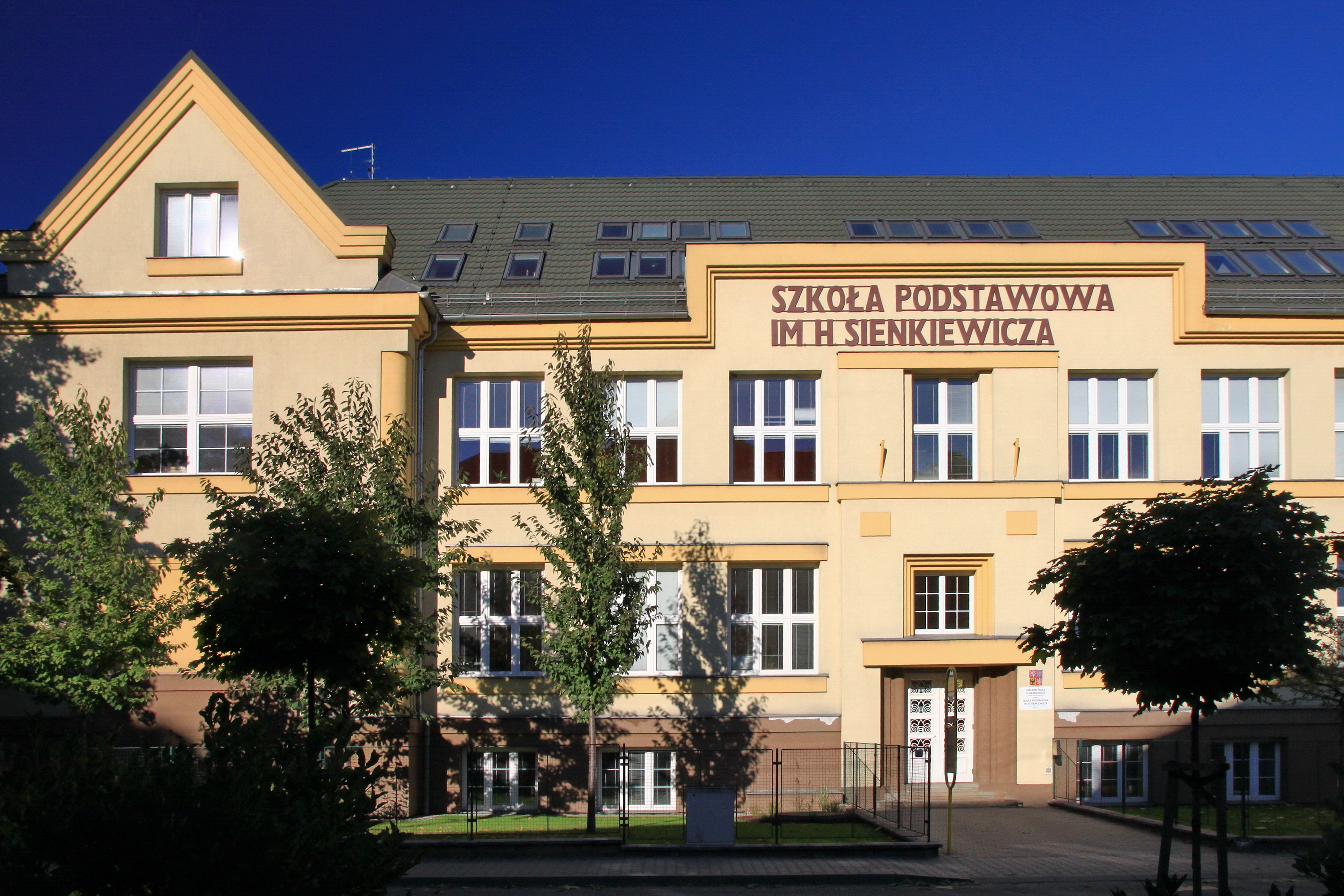
Polská základní škola v Jablunkově

Po druhé světové válce se průběh státní hranice vrátil ke stavu před rokem 1938, třebaže v prvních dvou letech zůstávala otázka tzv. Záolší otevřena a polská strana ještě v roce 1946 uvažovala o převzetí západního Těšínska výměnou za některá ze svých nově získaných teritorií dříve patřících Německu, například v oblasti Kladska či Hlubčicka. Tyto úvahy utnula československo-polská smlouva o přátelství z roku 1947 a s konečnou platností spor ukončila Smlouva o konečném vytyčení hranic mezi ČSR a PLR podepsaná 13. června 1958, kdy se oba státy vzdaly všech územních nároků. Zároveň se československá vláda zavázala k uznání práv polské národnostní menšiny, zajištění polskojazyčného školství a tisku a zřízení Polského kulturně-osvětového svazu (PZKO).
Sociologický vývoj v polské části Těšínska směřoval v poválečných dekádách k asimilaci těšínských Slezanů s Poláky. Odsunem německého obyvatelstva v letech 1945–1947 zanikl bílský jazykový ostrov. Bílsko bylo v roce 1951 sloučeno s kdysi haličskou Bělou a vzniklo tak město Bílsko-Bělá osídlené z nemalé části polskými přistěhovalci z poblízkých malopolských okresů a přesídlenci z Kresů, které v souvislosti s prudkým rozvojem textilního, strojírenského a automobilového průmyslu překonalo v 60. letech hranici 100 tisíc obyvatel a stalo se novým regionálním centrem pro celé polské Těšínsko, v letech 1975–1998 dokonce krajským městem – viz Bílské vojvodství.

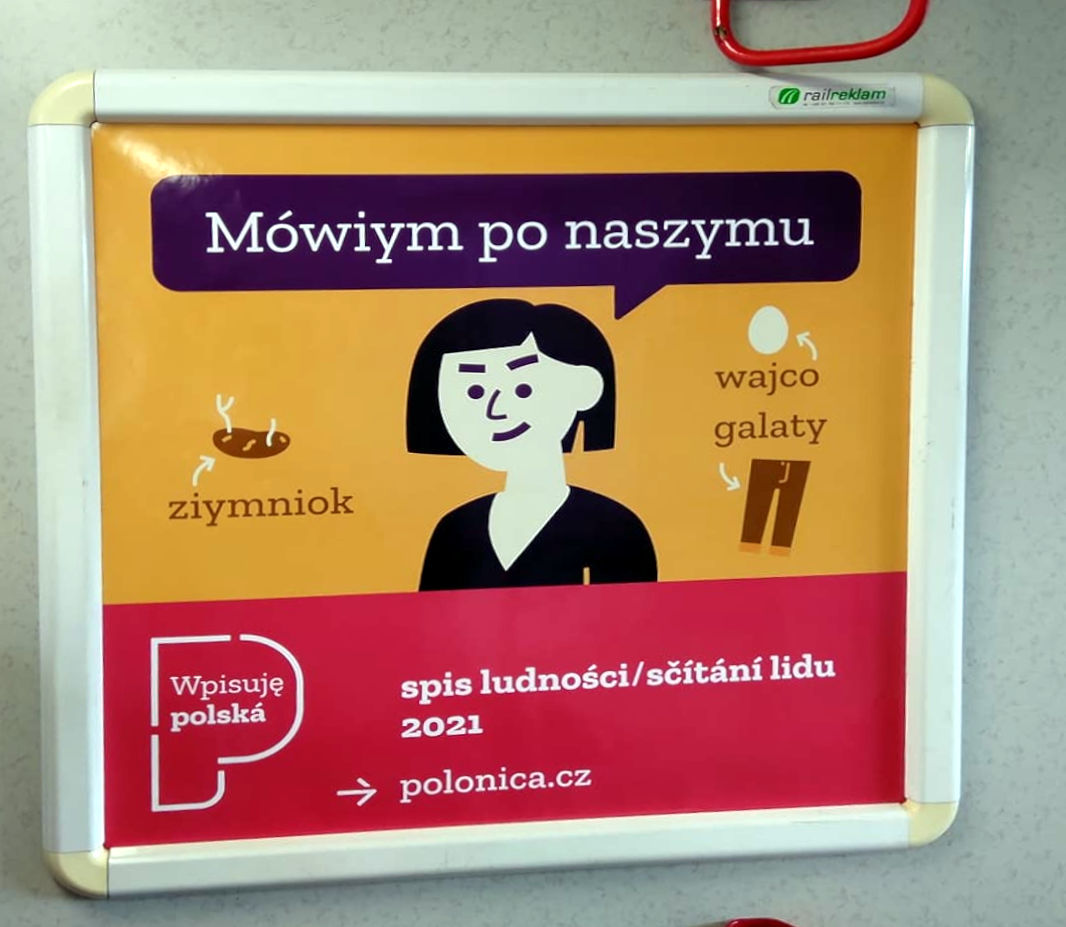
Využití těšínského nářečí k propagaci uvádění polské národnosti během sčítání lidu, domů a bytů 2021 v Česku

České Těšínsko naopak poznamenal příliv Slováků a slovenských Romů. Okres Karviná byl v roce 2001 jedním ze dvou okresů v ČR (vedle Sokolova), kde podíl slovenské národnosti přesahoval pět procent, a stejně tak patří právě Ostravsko a Karvinsko k oblastem s nejvyšším zastoupením Romů a nejvyšším počtem sociálně vyloučených čtvrtí. Přirozeným administrativním a kulturním centrem pro západní část regionu se stala Ostrava, město vzniklé v roce 1941 sloučením několika slezských a moravských obcí, sídlo Ostravského (1948–1960), Severomoravského (1960–2000) a Moravskoslezského kraje. Polské školy, domy PZKO a dvojjazyčné nápisy jsou doteď nápadným prvkem kulturní krajiny českého Těšínska, nicméně počet hlásících se k polské národnosti systematicky klesá: v roce 2011 to bylo v kraji 28 430 osob oproti 38 908 o deset let dříve.
Původní těšínské nářečí se v polské části regionu začalo výrazně sbližovat se standardní polštinou, zatímco na české straně hranice se postupně vyvinulo do podoby ponašymu – smíšené mluvy založené na libovolném kombinování tradičního nářečí, standardní nebo regionálně zabarvené češtiny a polských či slovenských prvků.

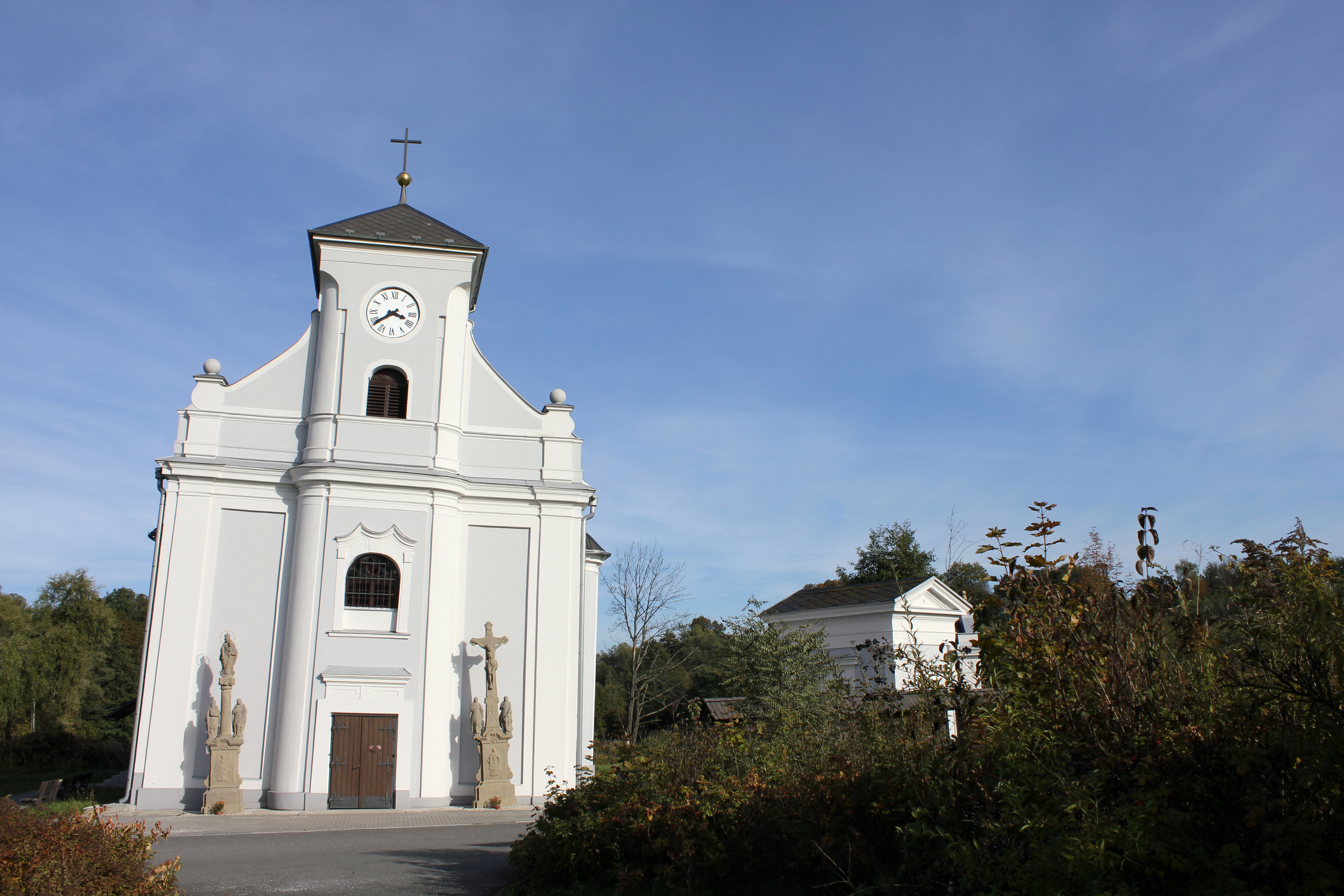
„Šikmý kostel“ – připomínka zaniklé Karvinné

Intenzivní těžba černého uhlí vedla v 60. a 70. letech k faktickému zániku města Karvinná, jehož obyvatelé byli přesídleni do prstence sídlišť okolo Fryštátu, který byl od roku 1949 součástí stejného správního celku s názvem Karviná. Poddolováním výrazně utrpěla také Orlová, jejíž centrum se přesunulo do nového sídliště v Horní Lutyni. V roce 1955 byl na zelené louce mezi Šumbarkem a Bludovicemi založen Havířov – satelitní město ostravské aglomerace. Na polském Těšínsku se hornická činnost omezila na doly v Kačicích a Čechovicích-Dědicích. Ruku v ruce s rozvojem průmyslu na severu šel rozvoj turistiky v jižní části regionu. Moravskoslezské Beskydy s Lysou horou se staly oblíbeným cílem výletů z Ostravy, zatímco do Slezských Beskyd houfně zamířili především obyvatelé katovické konurbace. Populárními turistickými cíli se staly Ustroň a Visla, které na přelomu 50. a 60. let získaly status města. Ustroň proslavil zejména lázeňský komplex Pyramidy a Vislu lyžařská střediska včetně komplexu skokanských můstků ve čtvrti Malinka, kde se koná mj. Světový pohár ve skocích na lyžích.

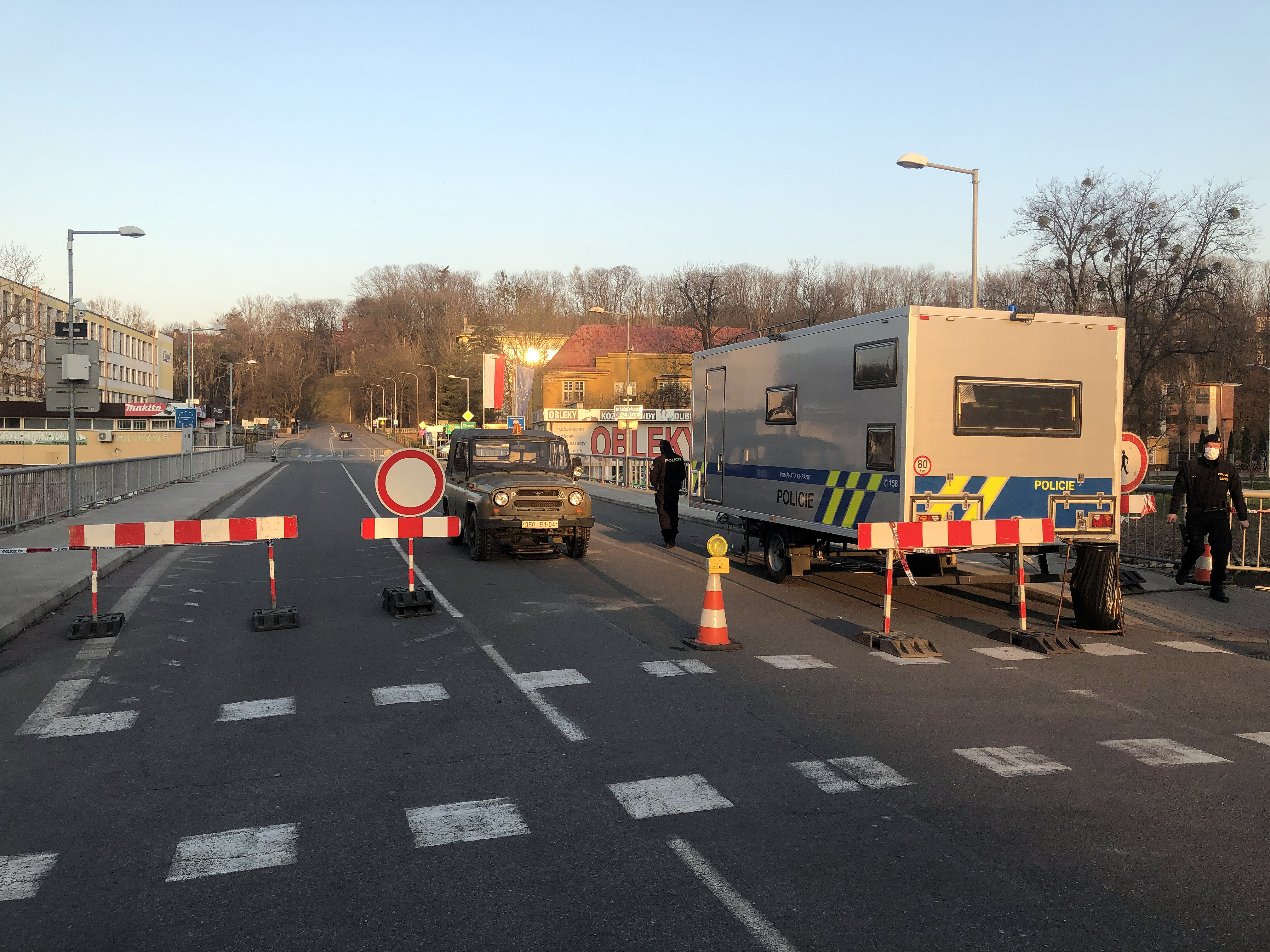
Most Svobody v Těšíně během pandemie covidu-19

Již v roce 1959 byla podepsána československo-polská úmluva o pohraničním styku, která pro obyvatele pohraničního pásma o šíři 15 km výrazně zjednodušovala překračování státní hranice na základě stálých a jednorázových propustek, zejména s ohledem na zemědělce obdělávající půdu v obou státech. Roku 1996, po celkovém uvolnění režimu na hranicích, vešla v platnost nová dohoda rozšiřující pohraniční pásmo a zřizující nové hraniční přechody, byly teď celkem dvacet tři. Kontroly se zrušily při vstupu Polska a České republiky do schengenského prostoru v prosinci 2007. Přechodné uzavření hranic během pandemie covidu-19 na jaře 2020 vedlo k velkým protestům, neboť ve 21. století došlo k obnovení čilých kontaktů a socioekonomických vazeb mezi oběma částmi rozděleného regionu. Speciální kategorii přeshraničního ruchu představují pendleři z polského Těšínska zaměstnaní v Třineckých železárnách, Ostravsko-karvinských dolech a továrně Hyundai v Nošovicích.
V roce 1998 vznikl euroregion Těšínské Slezsko. Jeho hranice se ovšem nepřekrývají s historickými hranicemi Těšínska – patří k němu Jastrzębie-Zdrój a Godów, naopak nejsou jeho součástí Bílsko-Bělá, Čechovice-Dědice a obce kolem Frýdku Místku, které spolu tvoří euroregion Beskydy.

## Regionální identita

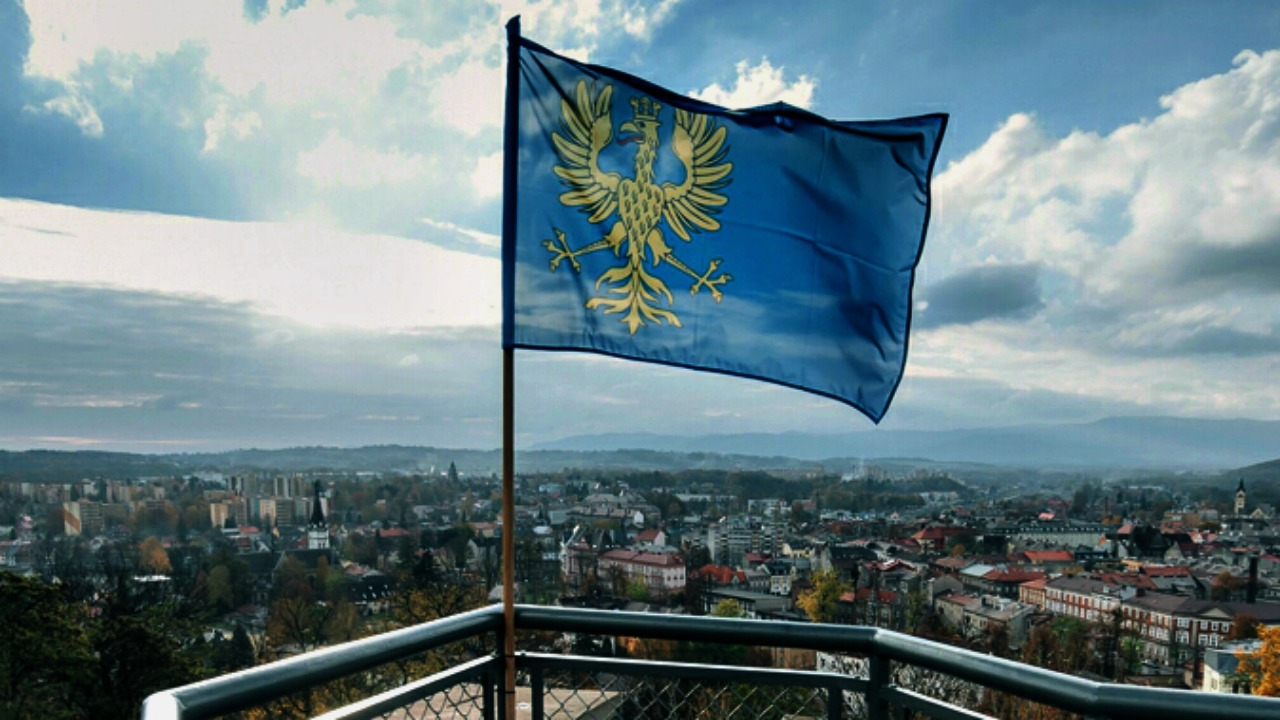
Vlajka Těšínského knížectví na Piastovské věži v Těšíně

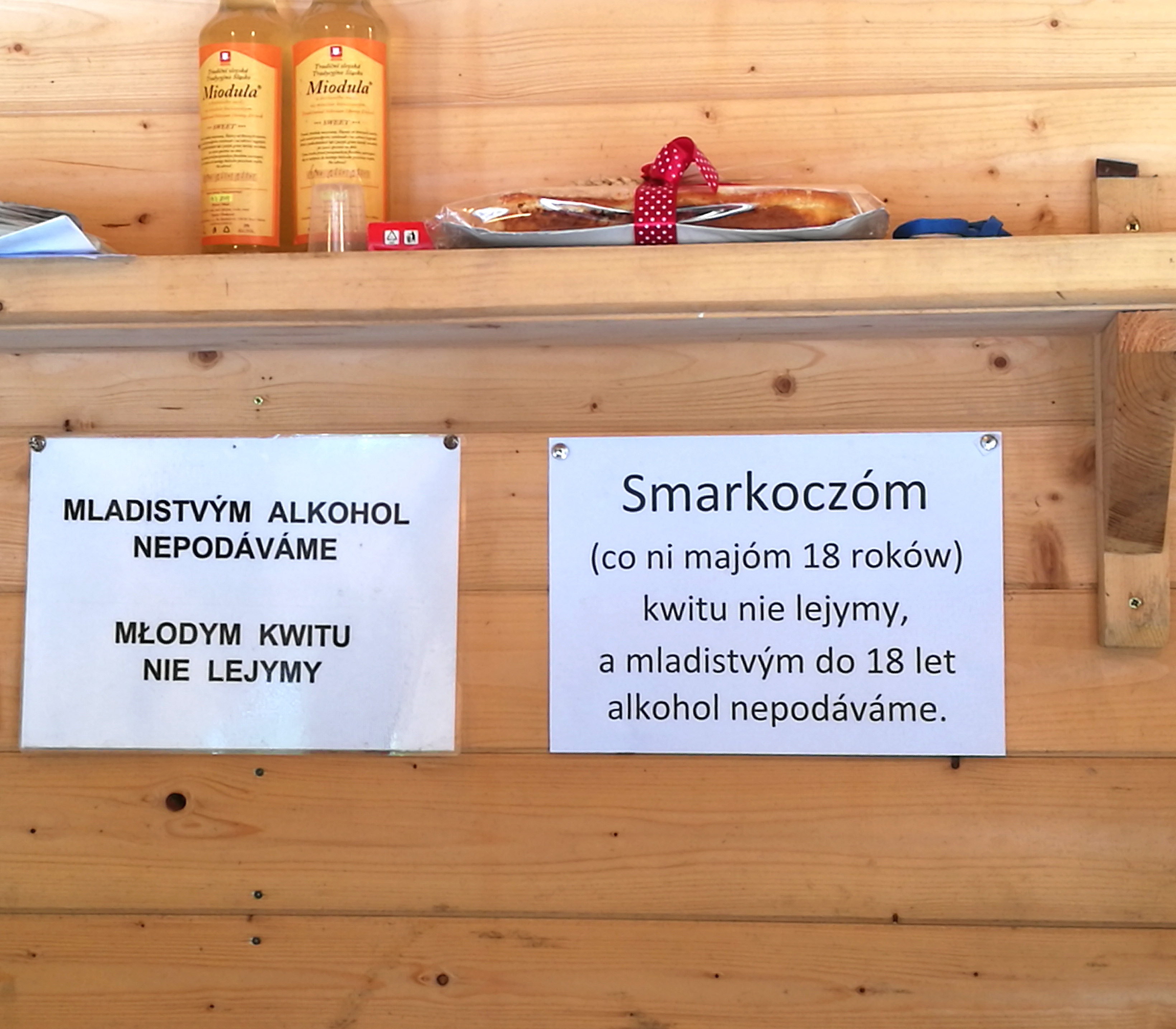
Využití těšínského nářečí ve veřejném prostoru

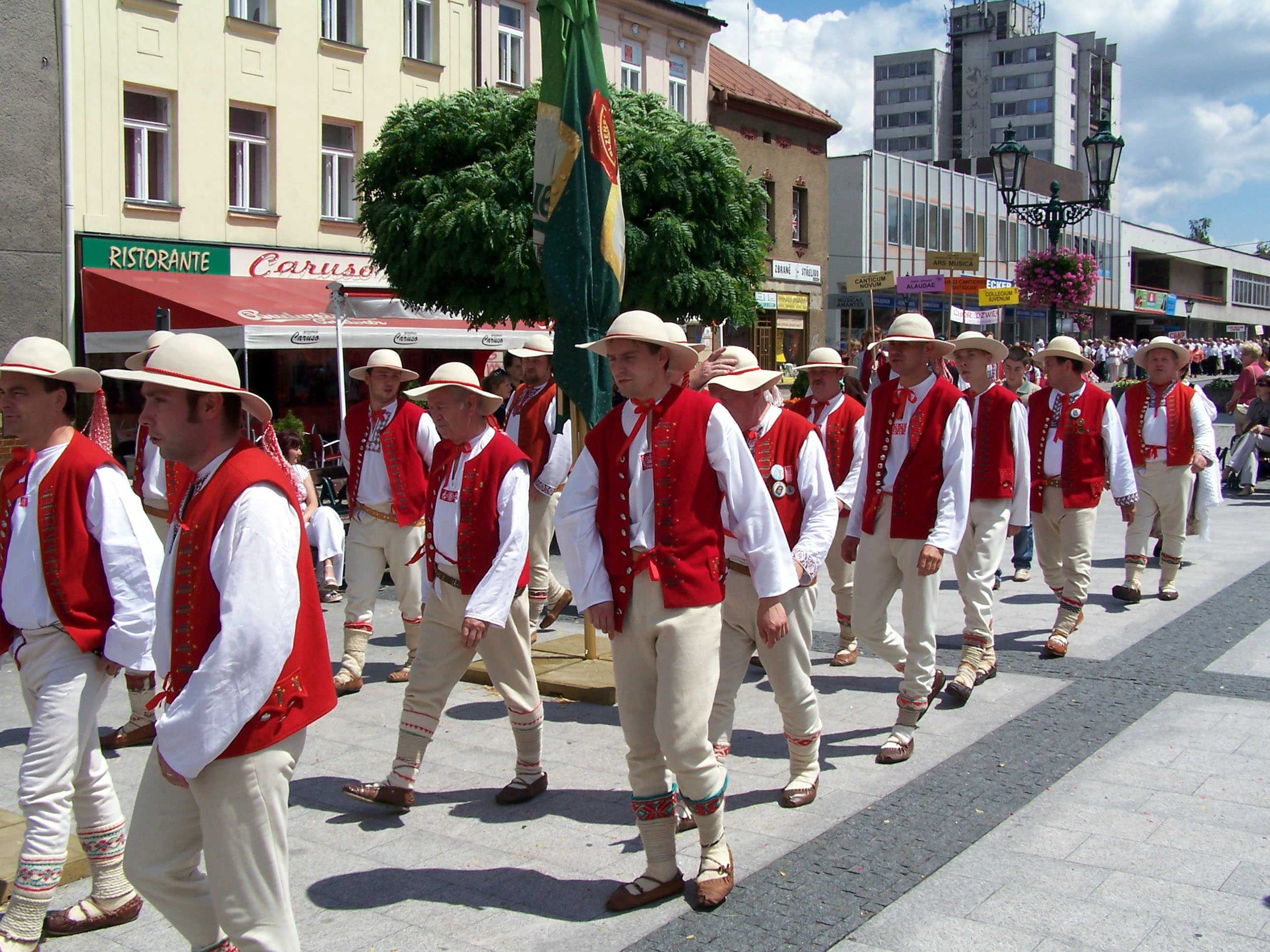
Členové sboru Gorol z Jablunkova v lidových krojích

V předmoderních dobách žily v oblasti čtyři slovanské etnické kupiny: Těšínští Valaši kolem Těšína a Skočova, (Slezští) Goralé v horách, Laši na západě a severozápadě a Jackové v Jablunkově. Na rakouské období je zde pamatováno v dobrém, asociace s chudobou jako v sousední Haliči se nevyskytuje. Rozdělení regionu mělo obrovský vliv na rozštěpení jeho identity. Přestože se dodnes uchovalo mnoho společných tradic, je třeba v současnosti na obě poloviny nahlížet odděleně. Do jisté míry se kultura polské části blíží zbytku Horního Slezska, kdežto české Těšínsko představuje ve všech ohledech osobitý kraj.
V 90. letech 20. století vypukla debata, zda lze slezštinu považovat za samostatný jazyk. V Horním Slezsku (pruském) existují snahy o standardizaci jazyka, které zohledňují i těšínské nářečí. Tyto tendence jsou však na Těšínsku výrazně slabší, a to jak v polské, tak české části regionu. Politické názory na slezskou problematiku se obdobně liší, například v těšínském kraji se Hnutí autonomie Slezska těší znatelně menší podpoře v regionálních volbách, nežli v bývalém Prusku. Slezská identita je dokonce částí slezských Goralů zcela odmítána, což může souviset s hanlivým označením Gorol běžně používaným v Horním Slezsku pro neslezské obyvatelstvo. Naopak ve Slezských Beskydech, oblíbeném cíli víkendových výletů z Horního Slezska, se jedná o neutrální výraz pro horaly, již jsou na svou beskydskou identitu patřičně hrdí. Na české straně nemají Goralé vztah k polskému Slezsku a horalská identita se nevymezuje proti slezské, naopak obě se navzájem posilují.
Podíl hlásících se ke slezské národnosti je na obou březích Olše oproti Hornímu Slezsku nízký. Neznamená to, že se starousedlíci nepovažují za Slezany, ale nedávají to do souvislosti se separátní národností. Uvědomělí Poláci dnes následují příklad Pawła Stalmacha (ten řekl: Mezi Evropany jsem Polák, mezi Poláky jsem Slezan, mezi Slezany jsem Těšiňák) nebo Gustawa Morcinka (Jsem přece Slezan. Píši o tom kraji, abych přibližil Polsko Slezsku a Slezsko Polsku), zatímco politické šlonzákovské hnutí v zásadě zaniklo. Naopak pro moderní regionalistická uskupení v Horním Slezsku má ikonický význam na Těšínsku založená Slezská lidová strana a osobnost jejího vůdce Josefa Koždoně.
Na rozdíl od pruského Horního Slezska se místní obyvatelstvo nedělí na Slezany a Neslezany (Gorole na Katovicku, Chadziaje na Opolsku), leč autochtoni o sobě řeknou, že jsou stela (odsud), zatímco všichni ostatní jsou prostě přivandrovalci odjinud. Toto vymezení v době sekularizace zastínilo rozdělení na katolíky a evangelíky. Zároveň vznikly nové kategorie: Pnioki (Pně – starousedlíci), Krzoki (Keře – žijící v oblasti delší dobu) a Ptoki (Ptáci – noví nebo přechodní osadníci). Ti poslední jsou obdařeni nedůvěrou nebo dokonce diskriminováni. Hornoslezané v blízkosti bývalé prusko-rakouské hranice nazývají těšínské Slezany Cysaroki (od slova cysorz – císař), Těšíňáci odpovídají přezdívkou Prusoki (Prusáci) nebo Hanysy (od německého jména Hans, na Těšínsku se používalo spíš ve tvaru Johann nebo v nářeční podobě Jano, Jōnek). Ve Slezských Beskydech se Hornoslezanům mnohdy říká lufciorze od slova luft, čili vzduch, který na jihu Těšínska je kvalitnější než v průmyslové aglomeraci.
Na české straně konkuruje regionální a národně polská identita české a moravské. Český stát uznává polskou národnostní menšinu, byť dvojjazyčné cedule bývají vandalizovány. V posledních desetiletích upustili čeští jazykovědci od zařazování těšínských nářečí mezi východolašská, naopak častěji zdůrazňují jejich česko-polský přechodový charakter a stmelující význam pro všechny národnosti na Těšínsku.
Polskojazyčná píseň Płyniesz Olzo po dolinie od básníka Jana Kubisze je od konce 19. století neformální hymnou těšínských Slezanů, zejména patřících k polské menšině v Česku.

## Turistické cíle

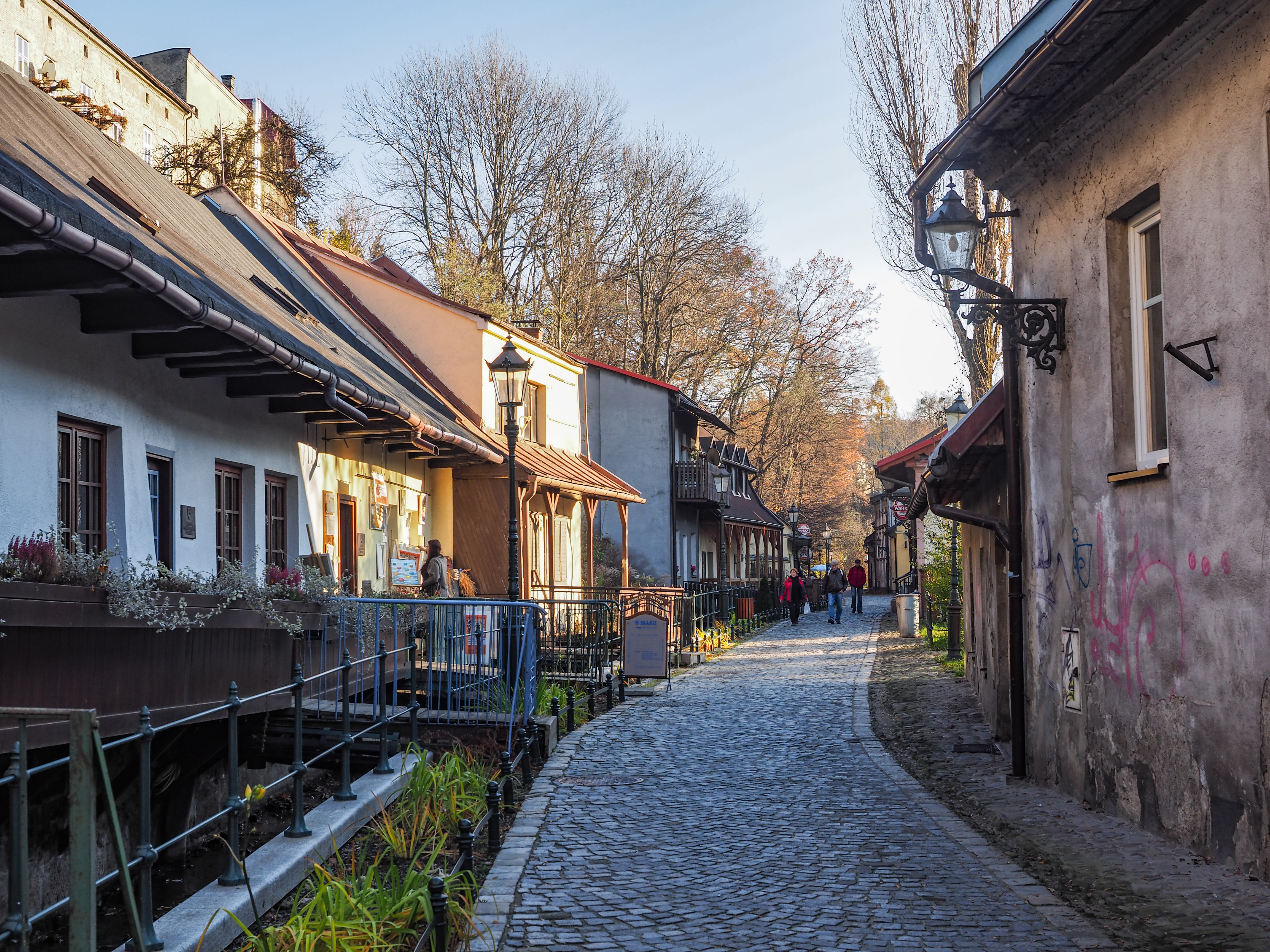
„Těšínské Benátky“

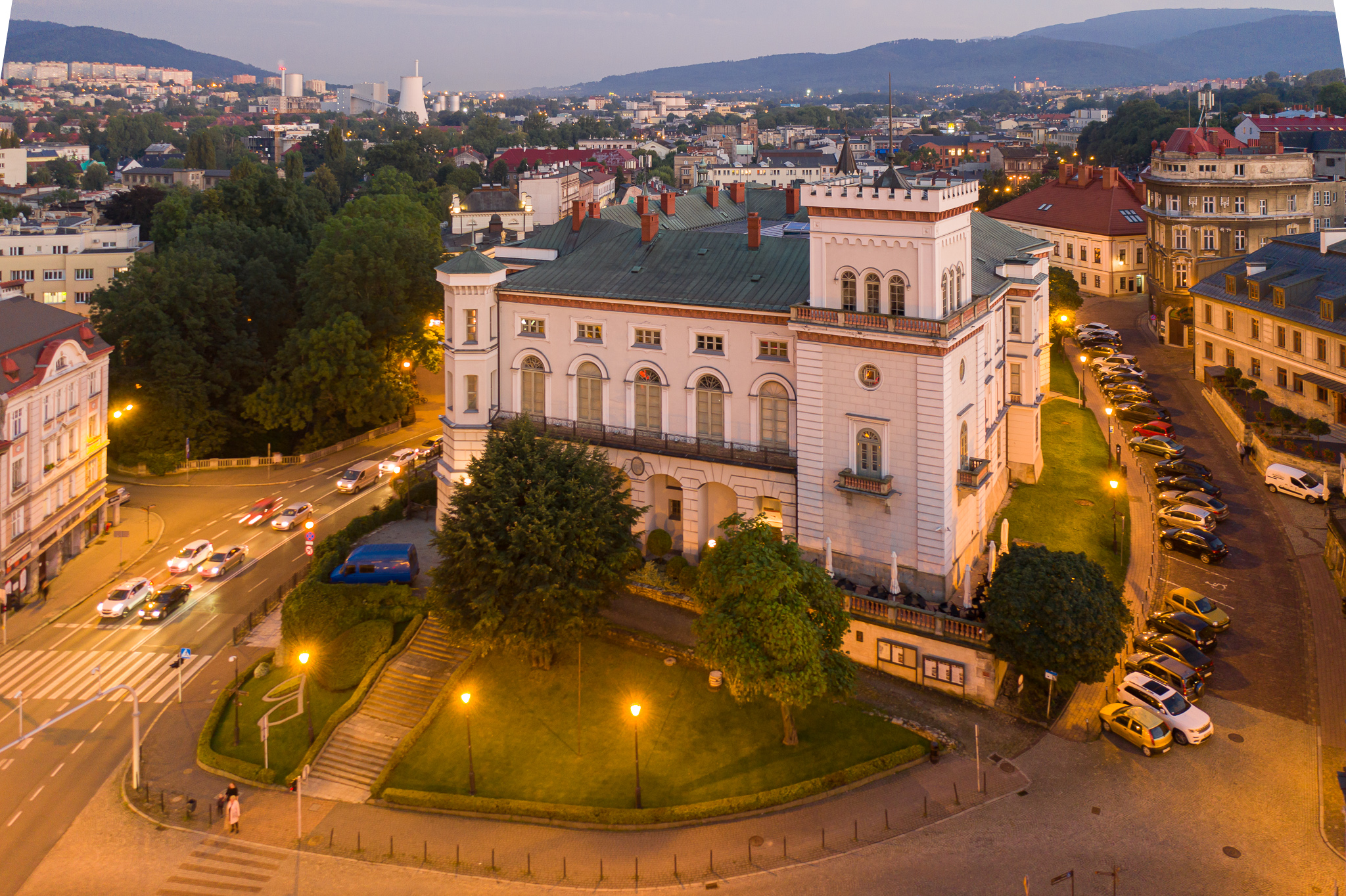
Zámek Bílsko

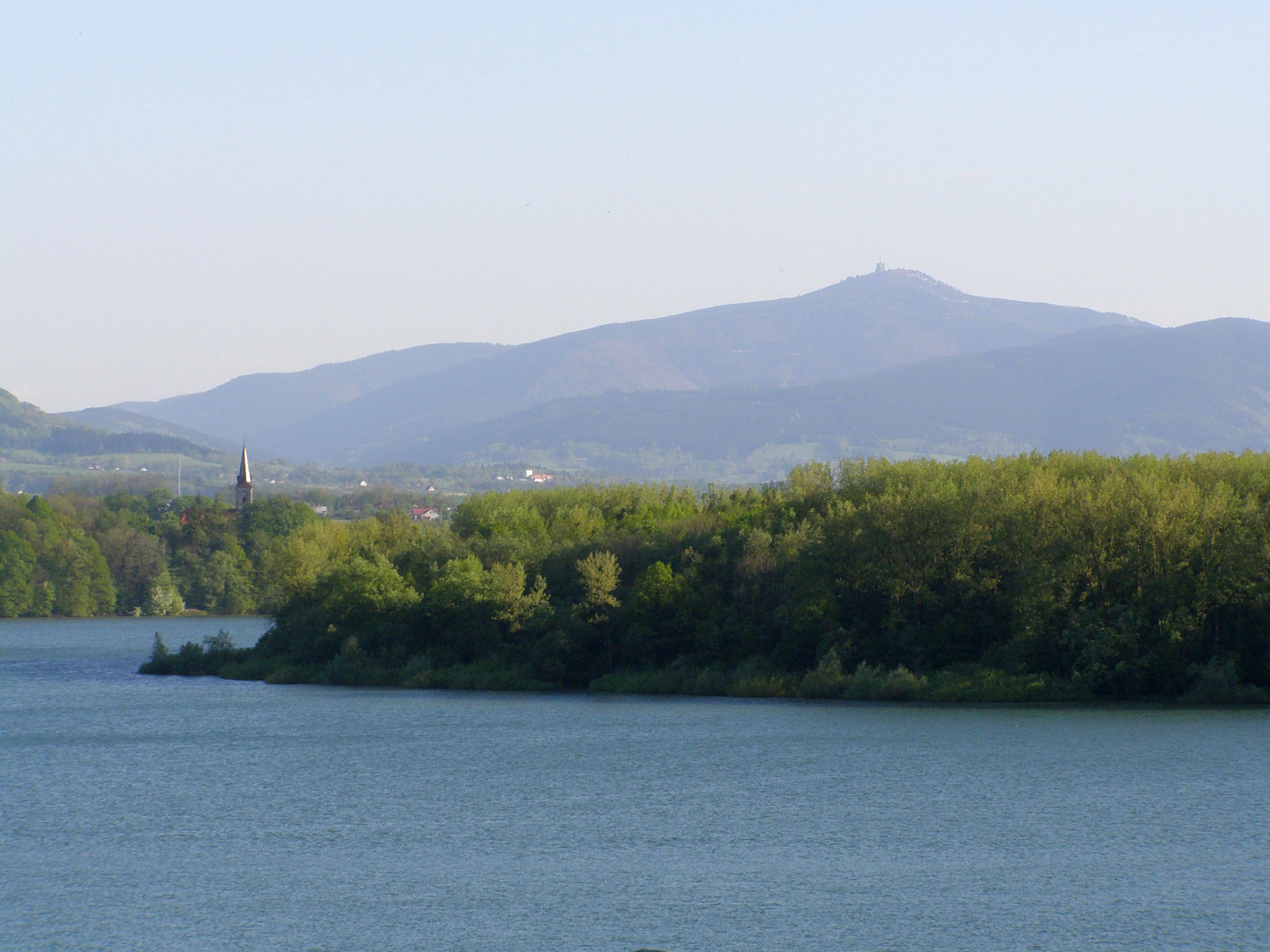
Žermanická přehradní nádrž a Lysá hora

- Historické jádro Těšína včetně Zámeckého vrchu s románskou rotundou svatého Mikuláše a svatého Václava a „těšínských Benátek“
- Centrum Bílska-Bělé s převahou eklektické a secesní architektury nazývané „malou Vídní“
- Socrealistický urbanistický komplex v Havířově (Sorela)
- Lázeňské obce: Ustroň, Darkov a Javoří
- Zámky: Bílsko, Frýdek a Fryštát
- Poutní bazilika Navštívení Panny Marie ve Frýdku
- Kostel svatého Petra z Alkantary (Šikmý kostel) – připomínka zaniklého města Karvinná
- Památky spojené s dějinami luteránství:
  - Ježíšův kostel v Těšíně – jeden ze šesti slezských kostelů milosti postavených po roce 1709
  - Bílský Sijón – evangelická čtvrť Bílska-Bělé založená po vyhlášení Tolerančního patentu s kostelem Spasitele a pomníkem Martina Luthera (jediným v dnešním Polsku)
  - Lesní kostely v Beskydech – místa tajných evangelických bohoslužeb v době rekatolizace
- Industriální památky:
  - Důl Michal v Ostravě-Michálkovicích a halda Ema ve slezské Ostravě
  - Tkalcovský dům a technické muzeum Stara Fabryka v Bílsku-Bělé
- Šeršníkovo muzeum (Muzeum Śląska Cieszyńskiego) v Těšíně – nejstarší muzeum založené v českých zemích (1802)
- Lysá hora
- Beraní hora a prameny Visly
- Velká Čantoryje
- Javorový a Ostrý
- Beskydská trojves Jistebná – Javořinka – Koňákov se zachovalým horalským folklorem
- Česko-polsko-slovenské trojmezí a pohraniční obec Hrčava
- Přehradní nádrže: Goczałkowice, Morávka, Šance, Těrlicko a Žermanice
- Hraniční meandry Odry
- Lyžařská střediska: Brenná, Visla, Jistebná, Malenovice, Morávka, Mosty u Jablunkova a Visalaje
- Zoologická zahrada a botanický park Ostrava
- Lesní park překvapení (Leśny Park Niespodzianek) v Ustroni
- Archeopark Chotěbuz-Podobora
- DinoPark Ostrava v Doubravě